# Antas de Ulla
Antas de Ulla ist eine spanische Gemeinde (Concello) mit 1.822 Einwohnern (Stand: 2024) in der Provinz Lugo im Norden der Autonomen Gemeinschaft Galicien.

## Geografie
Antas de Ulla liegt an der südwestlichen Grenze der Provinz Lugo zur benachbarten Provinz Pontevedra, ca. 40 Kilometer südwestlich der Provinzhauptstadt Lugo, die mit ihr über die Nationalstraße (N-640) verbunden ist, die von Vegadeo nach Pontevedra führt.
Umgeben wird Antas de Ulla von den fünf Nachbargemeinden:
|                      | Palas de Rei                                |            |
| Agolada (Pontevedra) | Kompassrose, die auf Nachbargemeinden zeigt | Monterroso |
|                      | Rodeiro (Pontevedra)                        | Taboada    |

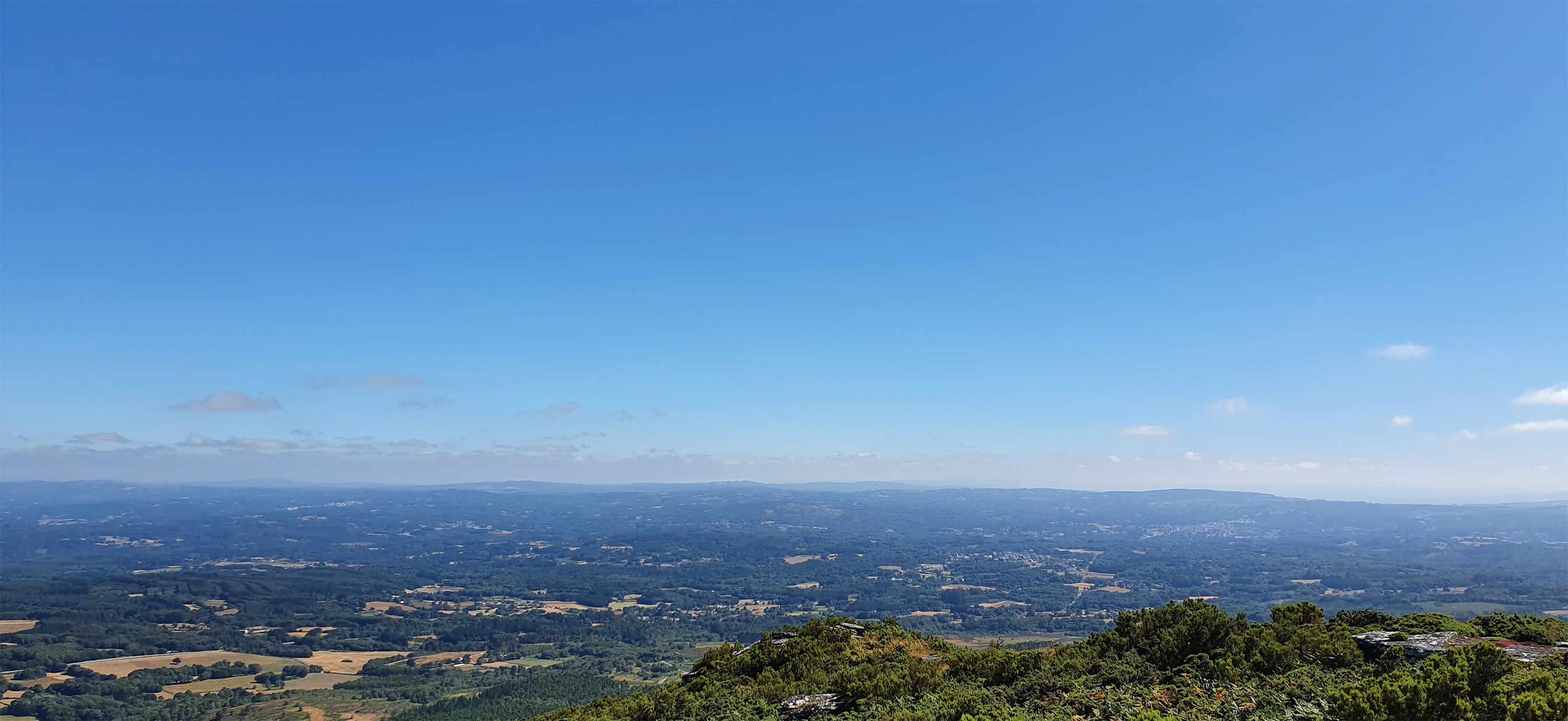
Blick vom Monte Farelo

Die Gemeinde Antas de Ulla wird von der Sierra del Monte Farelo (im Süden) und dem Fluss Ulla geprägt, der in seinem Gebiet entspringt und in süd-nordwestlicher Richtung durchfließt. Er dient als natürliche Grenze zu den angrenzenden Gemeinden Monterroso und Palas de Rei. Laut Geografen ist sein Einzugsgebiet nach dem Miño mit 2.700 km² das größte in Galicien.
Das Rathaus von Antas de Ulla liegt am Nordhang des Monte Farelo, der mit 956 m die höchste Erhebung der Gemeinde erreicht.
Diese geographische Lage verleiht Antas de Ulla einen Jagd- und Fischzuchtreichtum von besonderer Bedeutung, gleichzeitig zeichnet sie sich durch ein Klima mit reichlichen Niederschlägen und gemäßigten Temperaturen aus. Dies trägt zur Fruchtbarkeit ihrer für die Landwirtschaft geeigneten Böden und gleichzeitig zu einem für das galicische Binnenland typischen Waldreichtum (Kastanien-, Eichen-, galicische Kiefernwälder usw.) bei.

## Klima
|                        | Jan | Feb  | Mär  | Apr  | Mai  | Jun  | Jul  | Aug  | Sep  | Okt  | Nov  | Dez |   |      |
| Mittl. Temperatur (°C) | 5,8 | 5,9  | 7,9  | 9,6  | 12,3 | 15,8 | 17,6 | 17,9 | 16,2 | 12,9 | 8,4  | 6,4 | ⌀ | 11,4 |
| Mittl. Tagesmax. (°C)  | 9,2 | 10,1 | 12,5 | 14,3 | 17,1 | 20,9 | 22,9 | 23,5 | 21,7 | 17,3 | 11,8 | 10  | ⌀ | 16   |
| Mittl. Tagesmin. (°C)  | 2,6 | 2,1  | 3,7  | 5,2  | 7,7  | 10,9 | 12,7 | 13   | 11,6 | 9    | 5,3  | 3,2 | ⌀ | 7,3  |
|                        |     |      |      |      |      |      |      |      |      |      |      |     |   |      |
| Niederschlag (mm)      | 141 | 105  | 109  | 124  | 107  | 67   | 38   | 47   | 80   | 157  | 156  | 146 | Σ | 1277 |
|                        |     |      |      |      |      |      |      |      |      |      |      |     |   |      |
| Sonnenstunden (h/d)    | 3,5 | 4,6  | 5,7  | 6,4  | 7,2  | 8,1  | 8,1  | 8,0  | 7,4  | 5,8  | 4,0  | 3,8 | ⌀ | 6,1  |
|                        |     |      |      |      |      |      |      |      |      |      |      |     |   |      |
| Regentage (d)          | 10  | 8    | 9    | 11   | 11   | 7    | 5    | 5    | 7    | 10   | 11   | 10  | Σ | 104  |
|                        |     |      |      |      |      |      |      |      |      |      |      |     |   |      |
| Luftfeuchtigkeit (%)   | 87  | 84   | 81   | 81   | 80   | 77   | 75   | 74   | 75   | 82   | 86   | 86  | ⌀ | 80,7 |

| 2,6 |

| 2,1 |

| 3,7 |

| 5,2 |

| 7,7 |

| 10,9 |

| 12,7 |

| 13 |

| 11,6 |

| 9 |

| 5,3 |

| 3,2 |

| 2,6 |

| 2,1 |

| 3,7 |

| 5,2 |

| 7,7 |

| 10,9 |

| 12,7 |

| 13 |

| 11,6 |

| 9 |

| 5,3 |

| 3,2 |

## Bevölkerungsentwicklung
Legende: Antas___Antas de Ulla

## Gemeindegliederung
Die Gemeinde Antas de Ulla ist in 28 Parroquias gegliedert:
| Parroquias                         | Patrozinium    | Einwohner 2024 | Fläche km² | Dichte Einw./km² | Höhe msnm | Ortskennzahl |
| ---------------------------------- | -------------- | -------------- | ---------- | ---------------- | --------- | ------------ |
| Agüela                             | San Mamede     | 31             | 2,97       | 10               | 710       | 27003010000  |
| Alvidrón                           | Santa María    | 33             | 2,72       | 12               | 518       | 27003020000  |
| Amoexa                             | Santiago       | 66             | 7,58       | 9                | 636       | 27003050000  |
| Antas de Ulla                      | San Xoán       | 651            | 3,56       | 183              | 553       | 27003060000  |
| Árbol                              | Santalla       | 29             | 2,55       | 11               | 530       | 27003070000  |
| Arcos                              | Santa María    | 23             | 3,15       | 7                | 599       | 27003080000  |
| Areas                              | Santa Cristina | 56             | 3,89       | 14               | 663       | 27003090000  |
| Barreiro                           | San Cibrao     | 32             | 3,68       | 9                | 498       | 27003100000  |
| Casa de Naia                       | Santa María    | 107            | 3,61       | 30               | 556       | 27003110000  |
| A Cervela                          | San Miguel     | 56             | 3,28       | 17               | 0         | 27003140000  |
| Cibreiro                           | San Miguel     | 26             | 2,66       | 10               | 713       | 27003150000  |
| Cutián                             | San Xoán       | 22             | 6,37       | 3                | 562       | 27003160000  |
| Dorra                              | Santiago       | 81             | 2,38       | 34               | 507       | 27003170000  |
| Facha                              | San Xiao       | 42             | 5,81       | 7                | 576       | 27003180000  |
| Olveda                             | Santa María    | 48             | 3,14       | 15               | 656       | 27003190000  |
| Peibás                             | San Lourenzo   | 38             | 3,21       | 12               | 574       | 27003200000  |
| Queixeiro                          | San Pedro      | 23             | 2,63       | 9                | 649       | 27003210000  |
| Reboredo                           | Santiago       | 29             | 1,76       | 16               | 512       | 27003220000  |
| O Rial                             | Santo André    | 43             | 2,44       | 18               | 0         | 27003230000  |
| San Fiz de Amarante                | San Fiz        | 64             | 7,16       | 9                | 582       | 27003030000  |
| San Martiño de Amarante            | San Martiño    | 41             | 7,76       | 5                | 566       | 27003040000  |
| Santa Mariña do Castro de Amarante | Santa Mariña   | 88             | 7,29       | 12               | 492       | 27003120000  |
| Santiso                            | Santalla       | 24             | 1,83       | 13               | 551       | 27003240000  |
| Santo Estevo do Castro de Amarante | Santo Estevo   | 81             | 3,39       | 24               | 522       | 27003130000  |
| Senande                            | San Miguel     | 34             | 1,87       | 18               | 538       | 27003250000  |
| Terra Chá                          | San Xurxo      | 48             | 2,28       | 21               | 546       | 27003260000  |
| Vilanuñe                           | San Salvador   | 8              | 0,59       | 14               | 534       | 27003270000  |
| Vilapoupre                         | San Martiño    | 63             | 4,05       | 16               | 524       | 27003280000  |

Der Sitz der Gemeinde befindet sich in der gleichnamigen Parroquia Antas de Ulla.

## Geschichte
Der Ortsname „Antas“, was Dolmen oder megalithisches Denkmal bedeutet, weist auf die frühe Epoche der Siedlungen in der heutigen Gemeinde Antas de Ulla. Die zahlreichen archäologischen Überreste, die in diesem Gebiet gefunden wurden, von Petroglyphen bis zu Dolmen, neben den Mámoas sowie in späterer Zeit die Wallburgen (Castros), sind steinerne Zeugen einer vermutlich bedeutenden megalithischen Siedlung.
Diese megalithischen Siedlungen wurden später von den Römern besetzt. Dies lässt sich daraus schließen, dass in der Antike die Straße, die Lucus Augusti (Lugo) mit Iria Flavia (heute Parroquia von Padrón) verband, die Comarca passierte, von den Lugoer Gemeinden Antas de Ulla, Monterroso und Palas de Rei gebildet wurde.
Aus dem Jakobsbuch ist auch bekannt, dass im 6. Jahrhundert die Grafschaft Ulliensis mit dem Namen des Flusses Ulla, der in dieser Gemeinde entspringt, gebildet wurde. Das gleiche Dokument bezieht sich auf eine wohlhabende Stadt, die im Mittelalter eine Blütezeit erlebte, die sich in dem umfangreichen Erbe der bürgerlichen und religiösen Architektur manifestierte, das noch immer die gesamte Comarca Ulloa beherbergt.
Es gibt auch Hinweise auf die Stadt in den Schriften des Ptolemäus, der den Ort Turupia als eine Stadt in der galicischen Region anführt, die neuere Historiker in der Parroquia Terrachá platzieren.
Ein weiterer historischer Hinweis findet sich im Jahr 747, als sich Bischof Odoario in seinem Testament auf die ParroquiaAlvidrón bezog.
Aber wenn etwas die Geschichte von Antas de Ulla prägt, dann sind es seine Legenden, die zur Volkstradition gehören und von Schätzen sprechen, die unter den Castros verborgen sind, Rituale eines Druidenkults auf dem Monte Farelo und Ponte Pedriña, Quellen, denen heilende Tugenden zugeschrieben werden, wie die von Campo das Antas, wo sich einst eine Kapelle befand (daher der Name Campo das Santas), oder eine Vielzahl von maurischen Legenden und Zaubern, die zweifellos mit der mittelalterlichen Geschichte der Gegend zusammenhängen.

## Sehenswürdigkeiten
- Burgruine Amarante

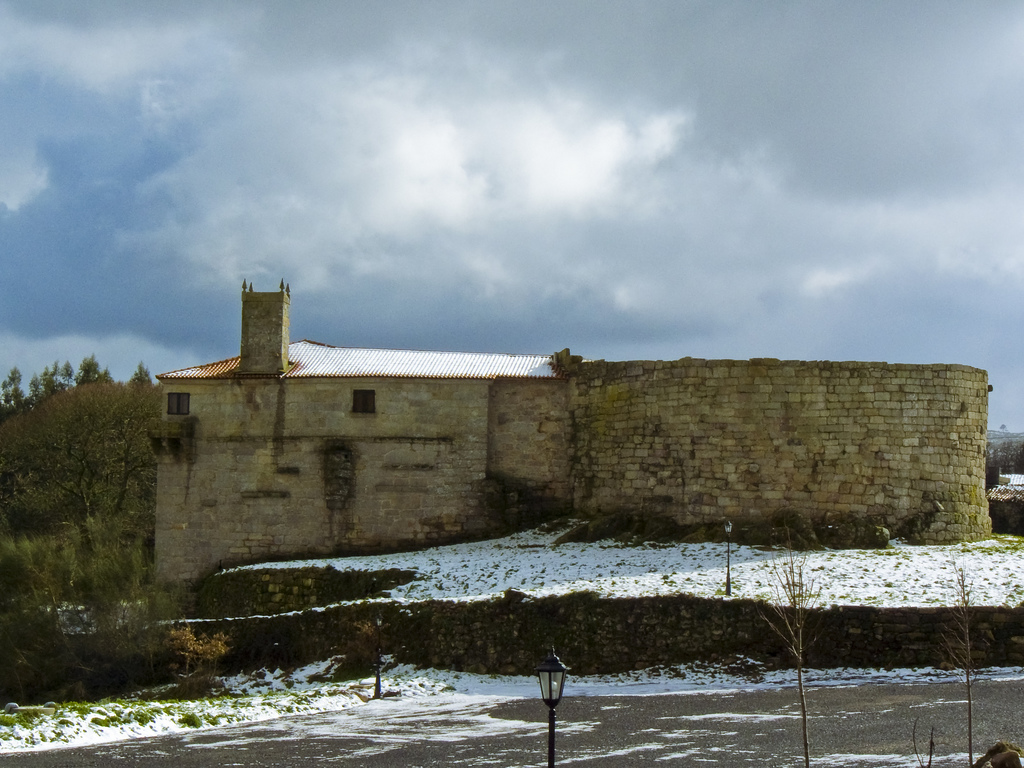
Burgruine Amarante

Die Familie Noguerol, Grafen von Amarante, erbaute sie im 13. Jahrhundert auf Fundamente einer älteren Festung. Es gibt eine Legende über die Existenz einiger unterirdischer Passagen, die den Landsitz mit dem Monte Farelo verbinden.
Der Landsitz ist mit dem Kloster Vilar de Donas verknüpft, wo sich die Grabstätten der Familie befinden. Aus dieser Familie kamen viele Ritter hervor, die im Kampf gegen die „Ungläubigen“ ihr Leben und ihre Unterstützung, vor allem finanziell, dem Priorat von Vilar de Donas gaben.
Von der alten Burg ist ein großer Bau mit ovalem Grundriss erhalten, der möglicherweise ein Turm oder eine zentrale Redoute war, die durch einen spitzbogenförmigen Eingang zugänglich ist, was zu der Annahme führt, dass der Bau aus dem 14. oder 15. Jahrhundert stammt. Später wurde ein Turm hinzugefügt, der den Abriss durch den Gouverneur Don Fernando de Acuña nicht überstanden hat, von Roi Fernández Noguerol aber wieder aufgebaut wurde. Diese Persönlichkeit war einer der Anführer in den Kämpfen zwischen dem Erzbischof von Santiago de Compostela, Alonso de Fonseca und Lope Sanchez de Moscoso. Er nahm auch am Krieg in Granada im Jahr 1480 teil. Im 17. Jahrhundert wurde der Herrensitz der Familie Noguerol erbaut, wie die Wappen dieser Adelslinie der Grafen von Amarante bestätigen.
Von der ursprünglichen Anlage sind nur noch wenige Überreste erhalten, da sie wie die anderen mittelalterlichen galicischen Festungen auch den Angriffen der Irmandinische Revolten ausgesetzt war. Sie ist als Bien de Interés Cultural eingetragen.
- Ehemalige Thermen von Frádegas

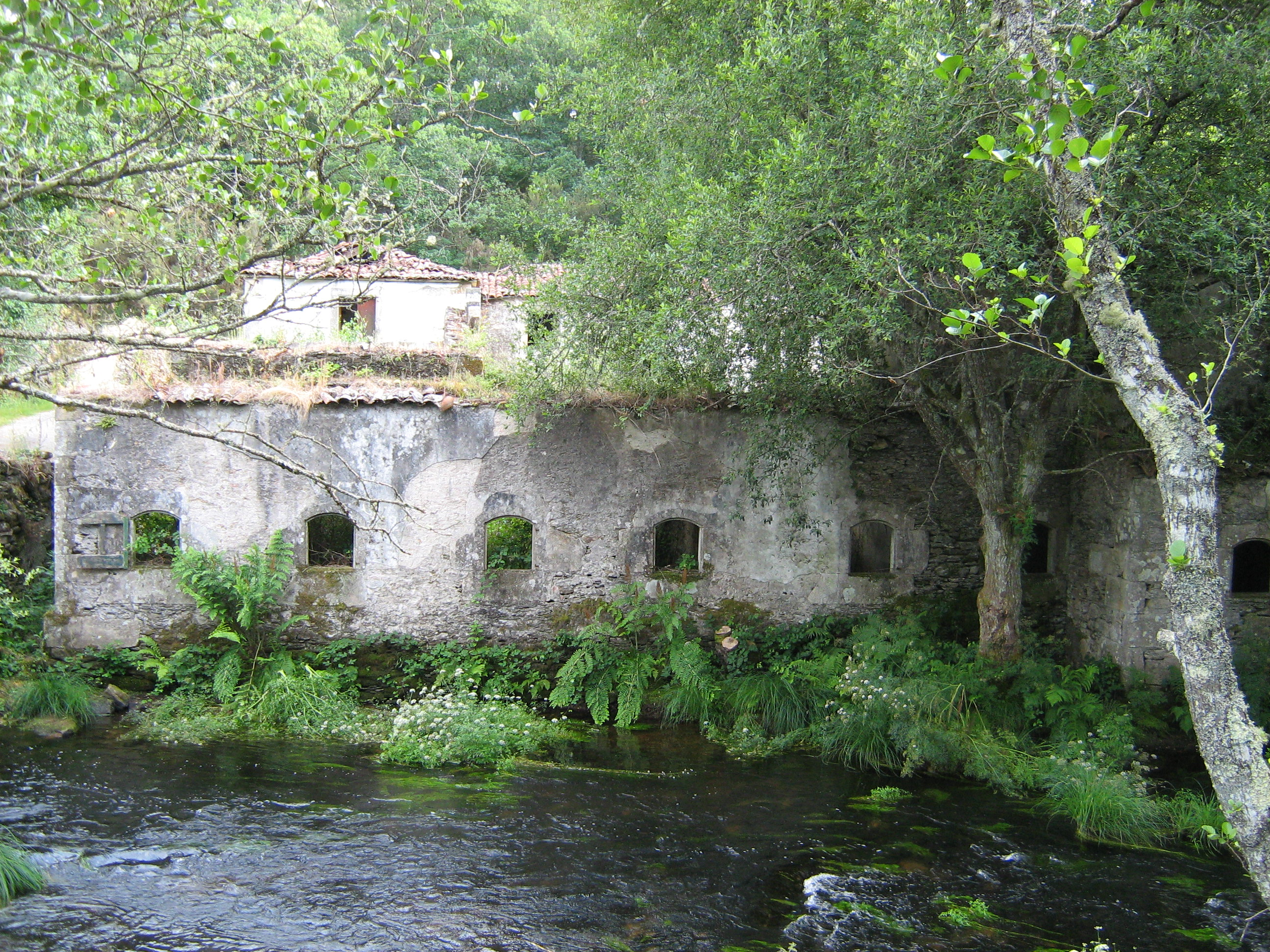
Ehemalige Thermen von Frádegas

In der Parroquia Santa Mariña de Amarante befindet sich das alte Thermalbad von Frádegas, dessen schwefelhaltiges Wasser einen anerkannten therapeutischen Wert hat. Neben dem Fluss und einer großen Mühle, die den Besitzern der Therme gehört, besteht der Gebäudekomplex aus einem zweistöckigen Gebäude mit Innenhof, einer Kapelle und anderen Nebengebäuden, die alle in Trümmern liegen. Im Erdgeschoss befindet sich der Brunnen. Hier befanden sich auch die Badezimmer, während im Obergeschoss einst Hoteleinrichtungen untergebracht waren. Das Wasser des Thermalbads von Frádegas, das im linken Teil des Flusses zwischen Felsen entspringt, ist geeignet zur Linderung von Beschwerden des Verdauungstrakts, der Leber, Rheuma und Haut. Der Wasserdurchfluss beträgt 40 Liter/Minute und seine Temperatur beträgt 18º C.
- Petroglyphen

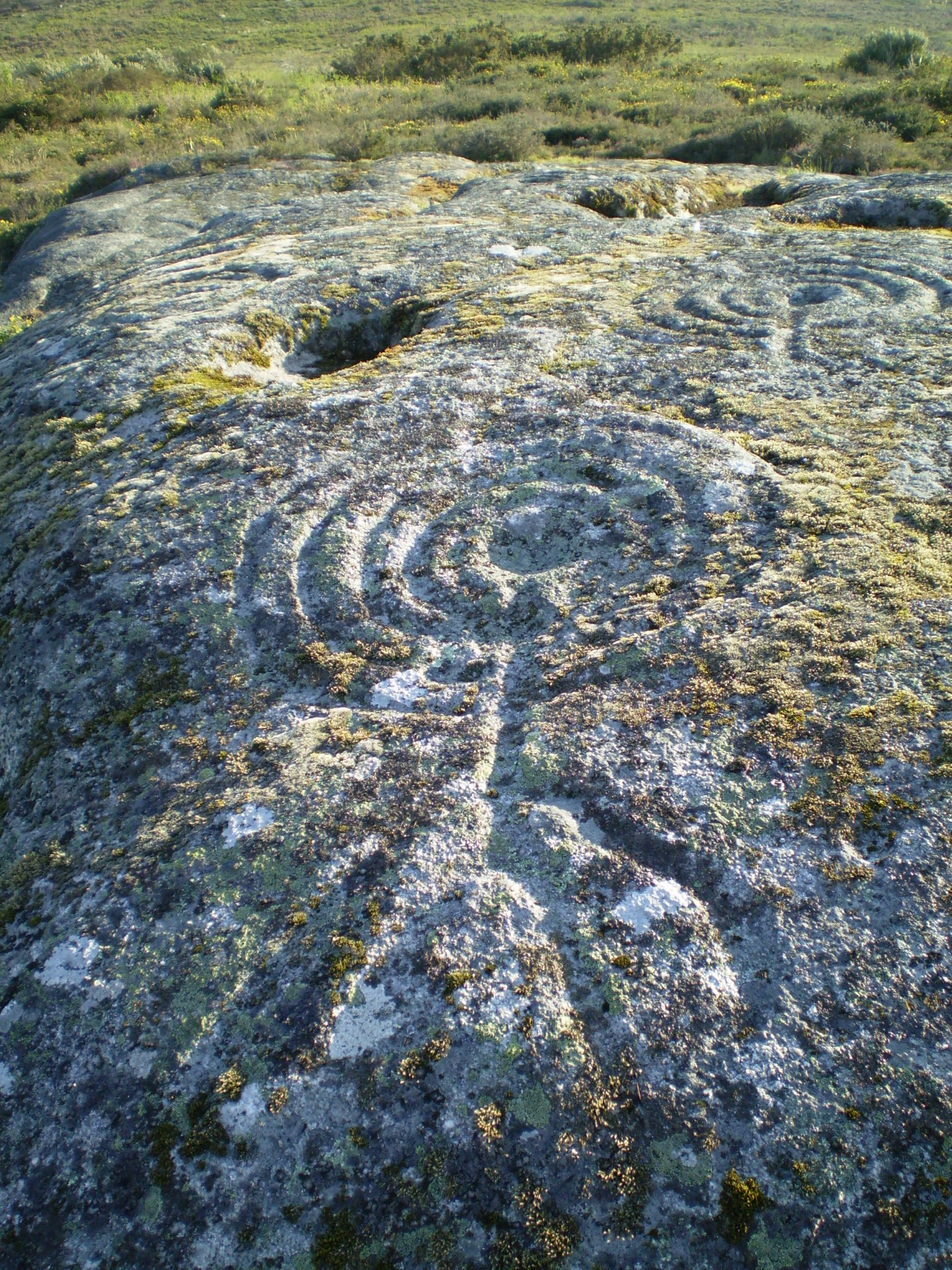
Petroglyphen am Hang des Farelo

Ganz in der Nähe des Dorfes San Fiz befindet sich ein großes Gebiet mit Petroglyphen an den Hängen des Monte Farelo. Die Petroglyphen der Farelo bilden hier U-förmige Rillen auf dem reichlich vorhandenen Granitstein in der Gegend. Es überwiegen die typischen Spiralen wie an anderen Orten in Galicien, deren Interpretation je nach Fachgelehrten sehr unterschiedlich ist. Von Landkarten bis hin zu Anspielungen auf den Tod oder auf heilige Geister ist die Rede. Auch die Datierung dieser Art des künstlerischen Ausdrucks ist normalerweise nicht einfach. Verschiedene Autoren neigen dazu, sie vom zweiten bis zum ersten Jahrtausend v. Chr., d. h. in der Bronzezeit, zu datieren.
- Kirche San Salvador de Vilanuñe

Von der alten romanischen Struktur haben das Kirchenschiff und die Apsis ihren Charakter über die Jahrhunderte behalten, obwohl letztere umgebaut und erhöht wurde. In jeder der Seitenwände bewahrt sie eine vielgestaltige Reihe von Konsolen, vorherrschend mit geometrischen Formen, einige jedoch mit menschlichen Figuren. Auf der Nordseite werden ein größerer Reichtum und eine bessere Erhaltung der Formen beobachtet, einschließlich eines Pilgerkürbisses. Sowohl die herausragende Größe als auch die dekorative Vielfalt der Konsolen selbst lassen in Betracht ziehen, dass sie in Zeiten hergestellt wurden, die dem gotischen Stil näher standen als dem romanischen Stil selbst.
Am auffälligsten ist sicherlich das Eingangsportal. Mit seiner sehr schönen Ausführung kontrastiert es mit der Einfachheit des übrigen Bauwerks. Es besteht aus zwei halbkreisförmigen Archivolten, die nach außen durch einen verzierten Bogen mit identischer Krümmung profiliert sind. Beide Archivolten ruhen auf Friesen mit jeweils unterschiedlicher Verzierung. Die äußere Archivolte zeigt eine interessante, sehr seltene Verzierung, indem sie geometrische Motive („X“) enthält, die in Kassetten eingerahmt sind. Die innere Archivolte mit rechteckigem Querschnitt ruht auf zwei schiefen Säulen. Die linke besitzt einen monolithischen Schaft, die rechte einen zweiteiligen. Beide Säulenkapitelle weisen unterschiedliche Verzierungen auf. Das Tympanon ist mit geometrischen Motiven im Hochrelief mit einem zentralen lateinischen Kreuz verziert.

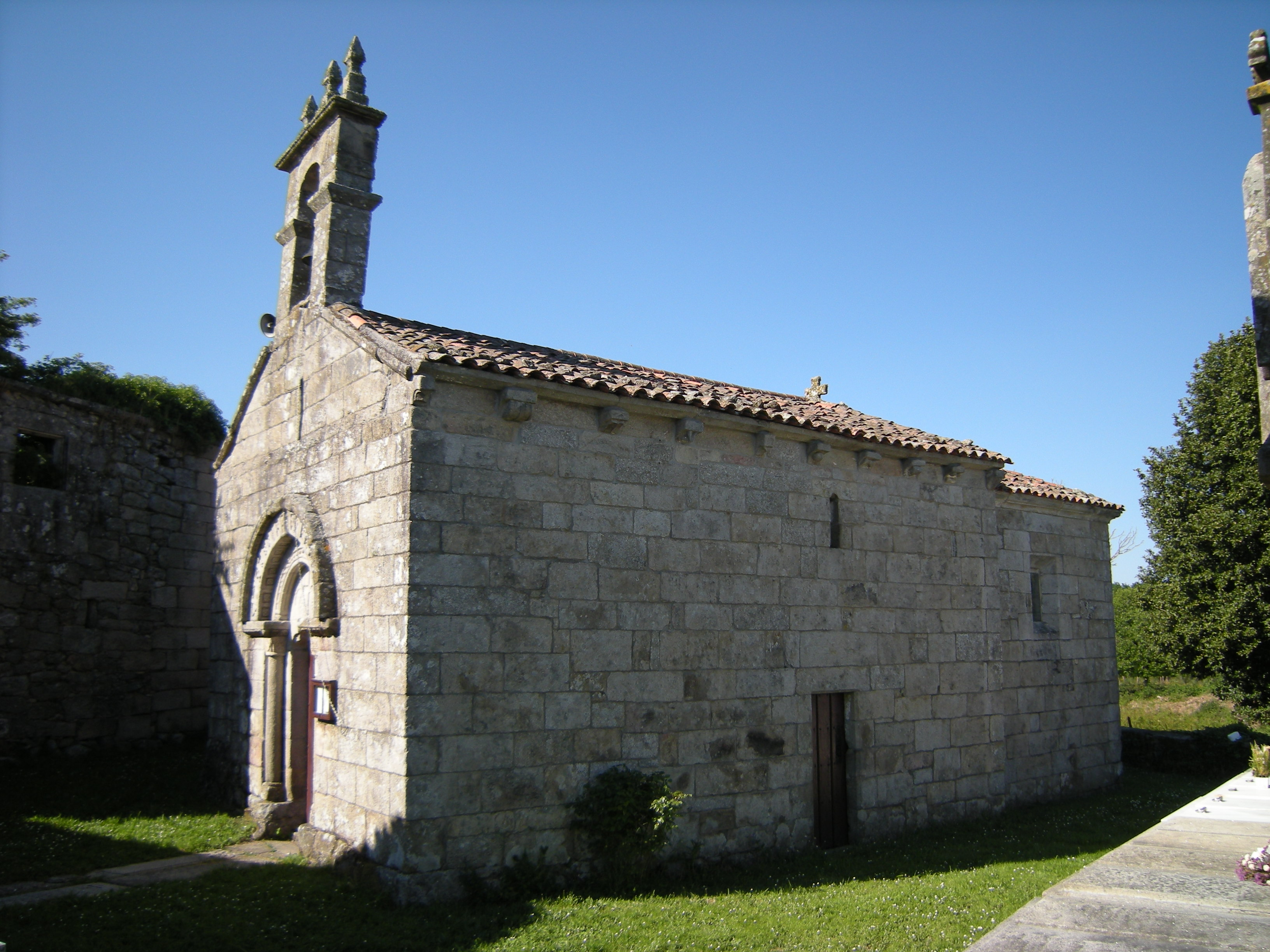
Kirche San Salvador de Vilanuñe
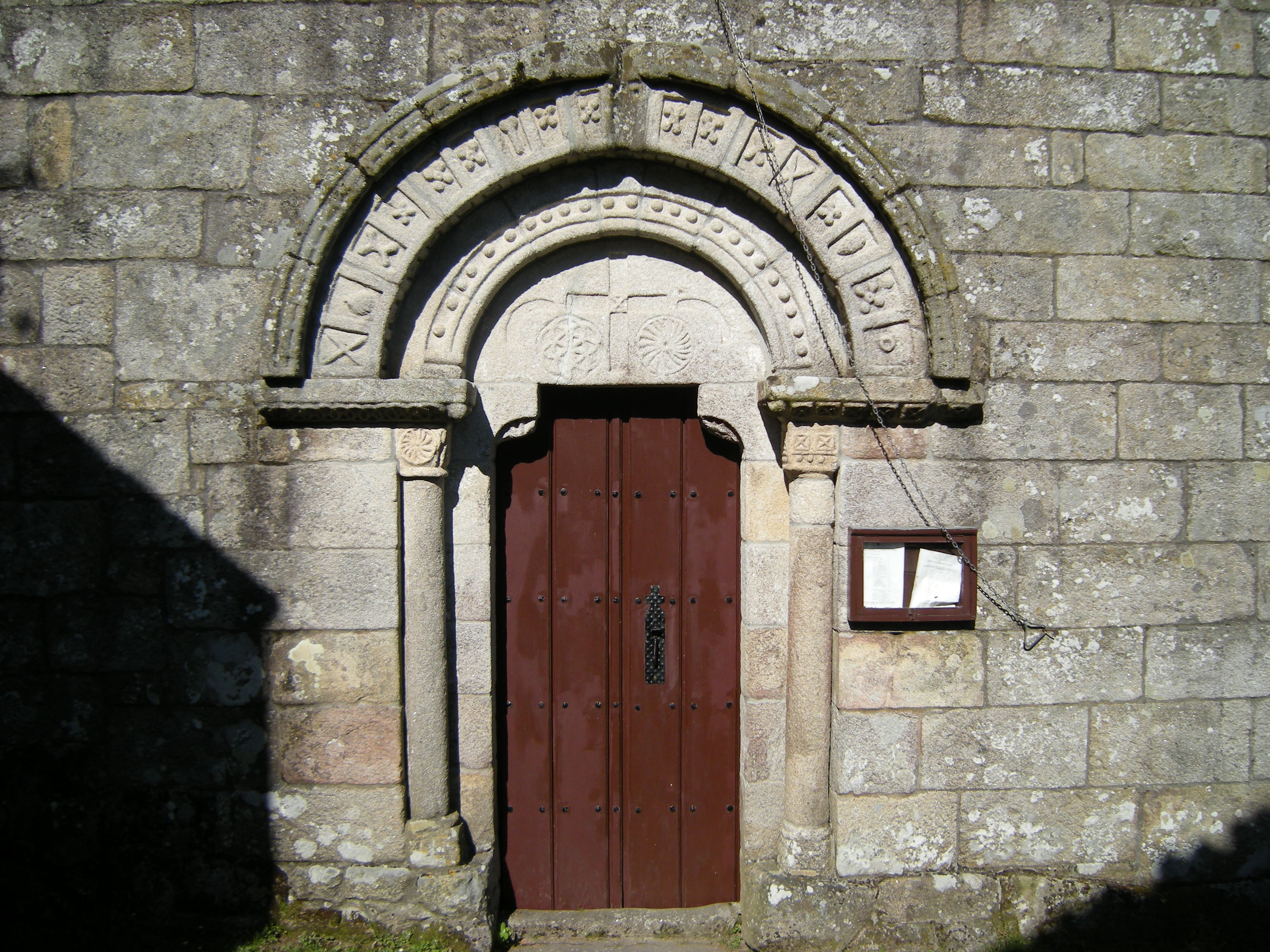
Eingangsportal
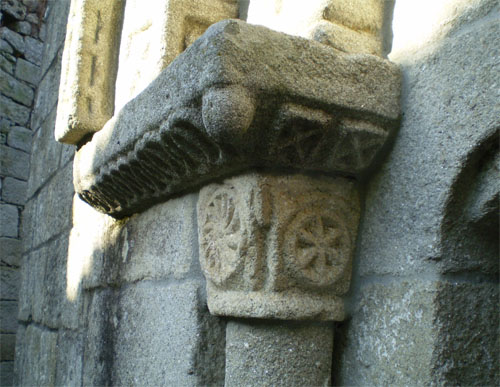
Kapitell am Eingangsportal

- Kirche Santiago de Amoexa

Die Kirche, die aus dem Ende des 12. Jahrhunderts stammt, ist die einzige in der Gemeinde, die neben dem Langhaus einen großen Schuppen besitzt, der von drei Steinsäulen getragen wird, die auf einem niedrigen Mauerwerk stehen.
Die Kirche zeigt ein rechteckiges Kirchenschiff und eine halbkreisförmige Apsis. Beide Gebäudeteile sind innen mit Holz verkleidet, obwohl es scheint, dass der Apsisbereich ursprünglich entworfen wurde, um ein Gewölbe zu tragen. Es hat seitlich Konsolen mit geometrischen Motiven.
Die Apsis besitzt ein vorspringendes Fenster in einem Halbkreisbogen, der auf einem Paar krummer Säulen ruht. Die Kapitelle dieser Säulen sind aufwendig verziert, die linke mit Tierfiguren, und die rechte ist eine Reproduktion des linken Kapitells des Triumphbogens im Inneren des Kirchenschiffs.

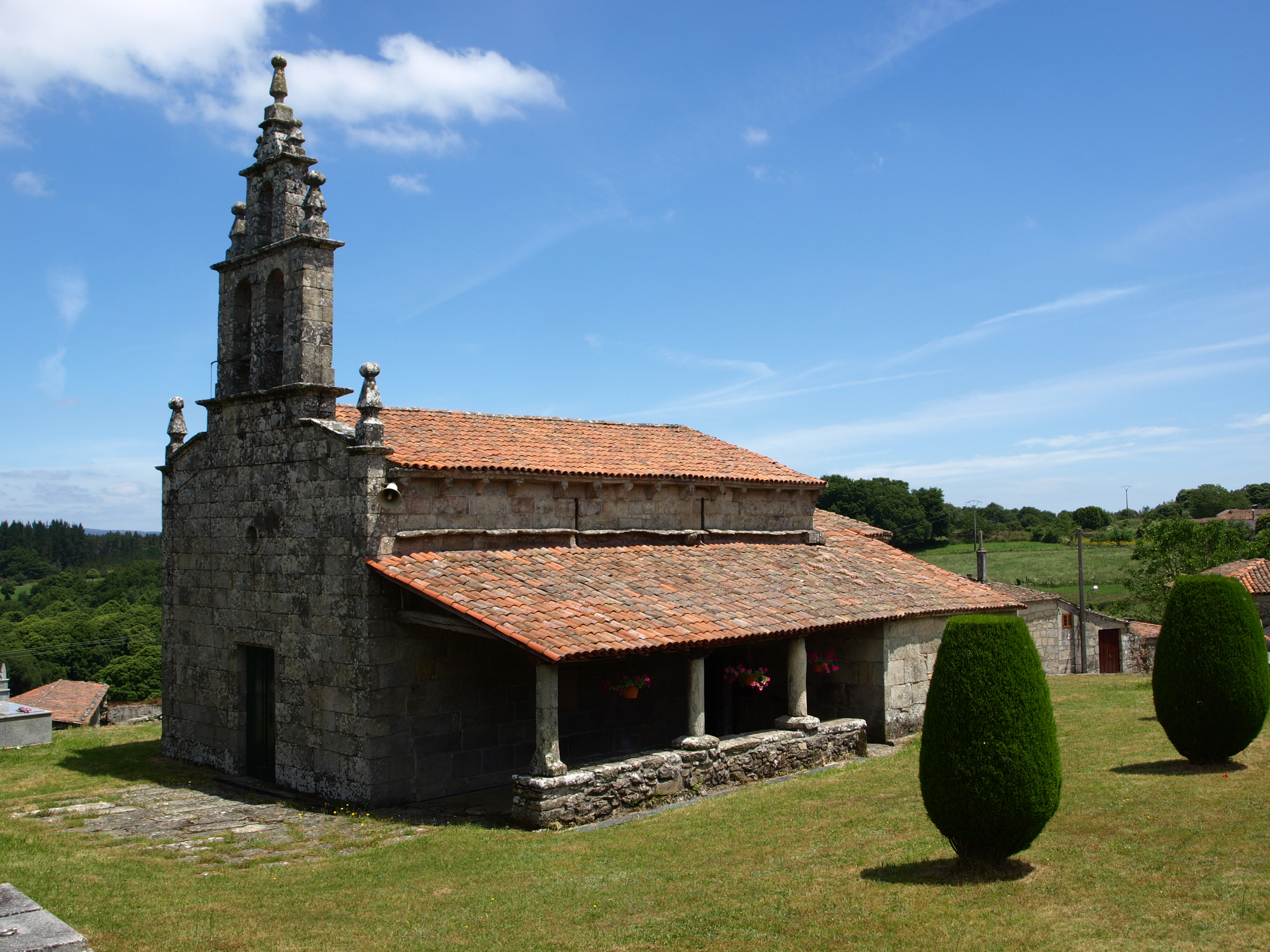
Kirche Santiago de Amoexa
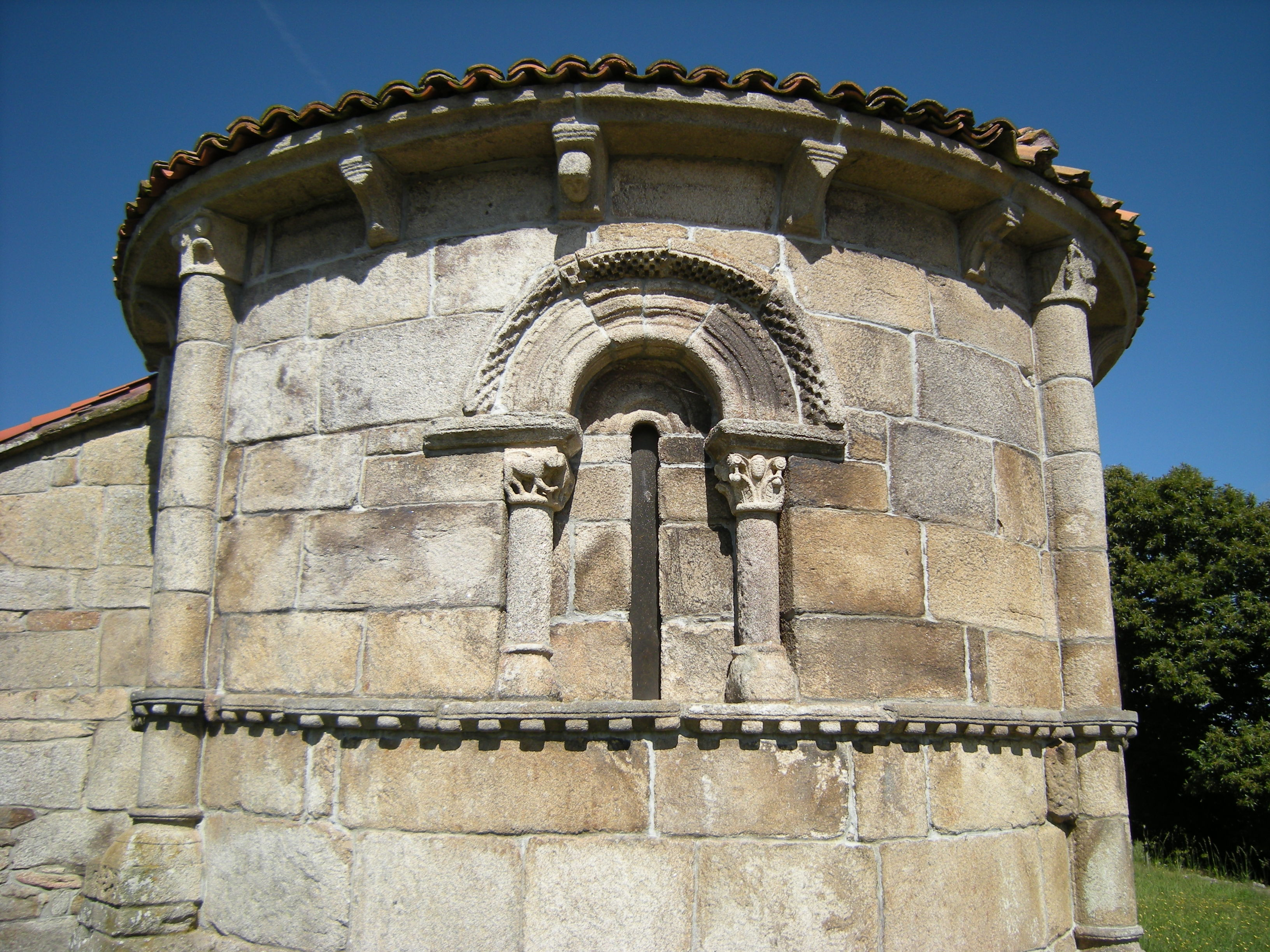
Apsis
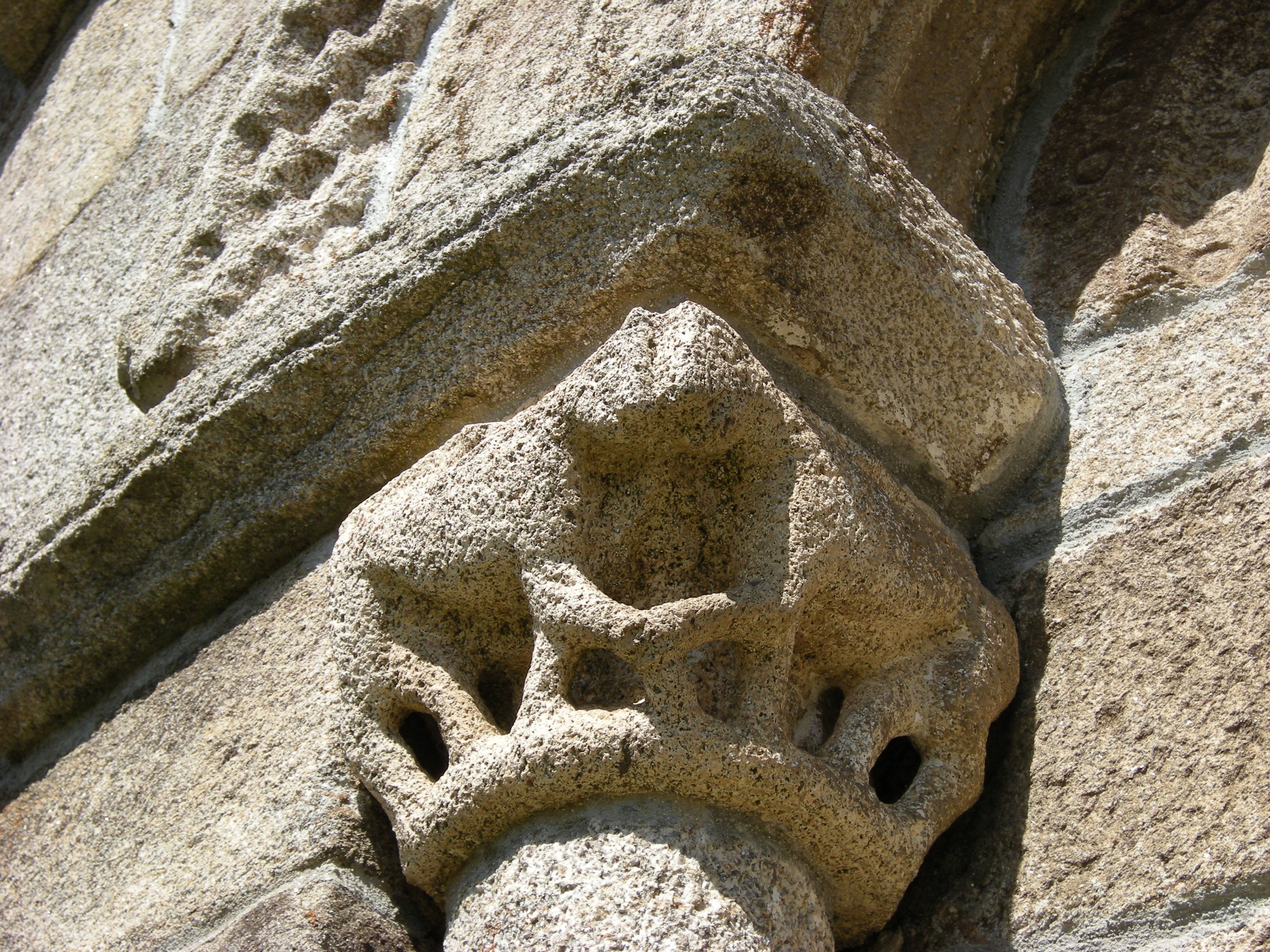
Kapitell
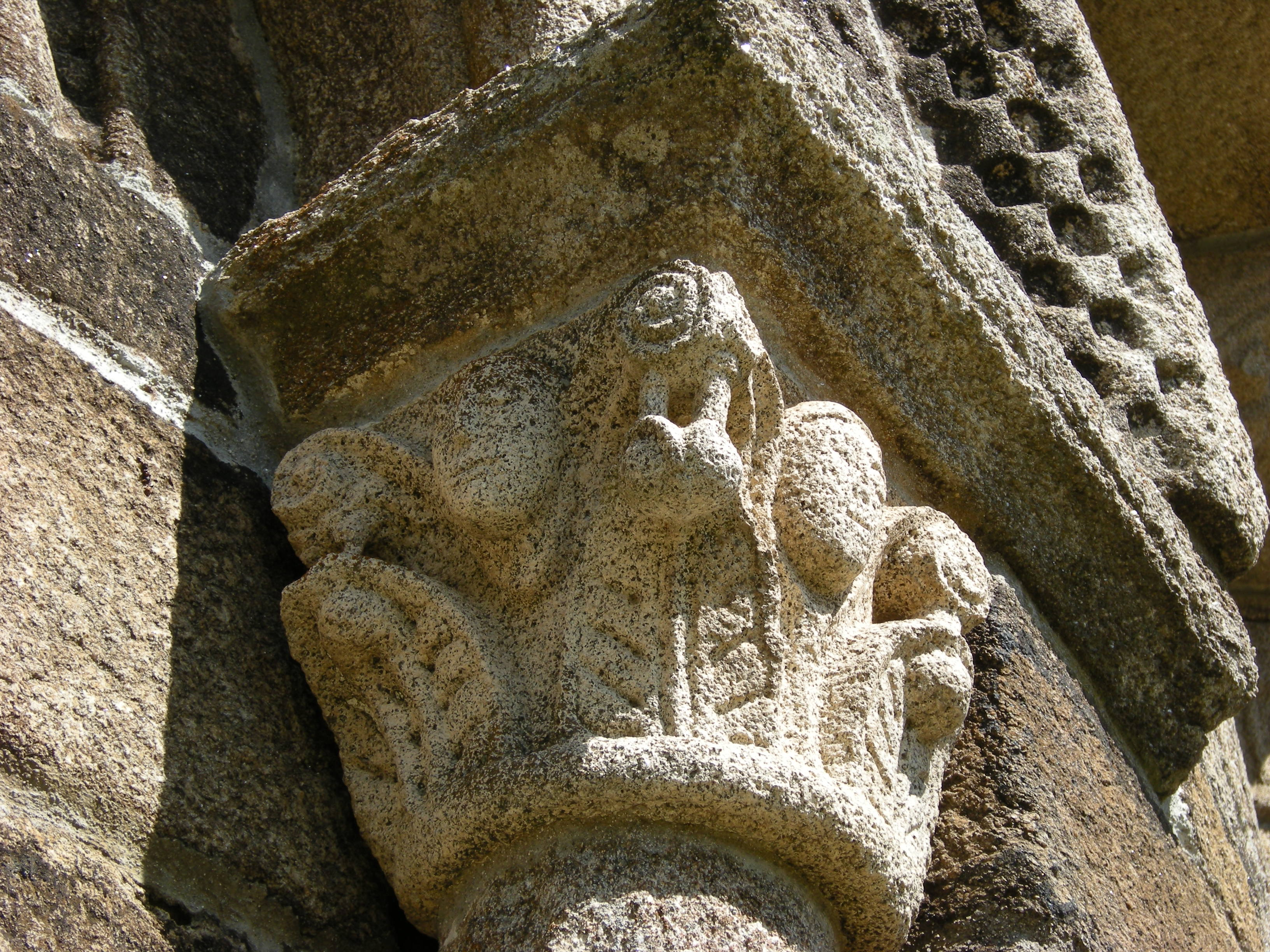
Kapitell

- Landsitz Santa Mariña (Pazo Santa Mariña)

Obwohl der wirkliche Name Pazo de Torre Penela ist, weil er den Grafen dieses Namens gehörte, ist er viel besser unter dem Namen der Parroquia bekannt, in der sich dieses schöne Gebäude befindet. Zweifellos ist er eines der Wahrzeichen von Antas de Ulla. Er wurde höchstwahrscheinlich im 16. Jahrhundert von Juan Vázquez Taboada und Dona Inés de Lemos Ribadeneira erbaut.
Bemerkenswert im Turm ist die Einfügung eines eleganten Granitbalkons, der einen großen Teil der Ost- und Nordseite einnimmt und auf abgestuften Konsolen ruht. Auf der Nordseite befindet sich der Haupteingang, an dem die Wappen der Familien Vázquez Taboada und Lemos Quiroga zu sehen sind.

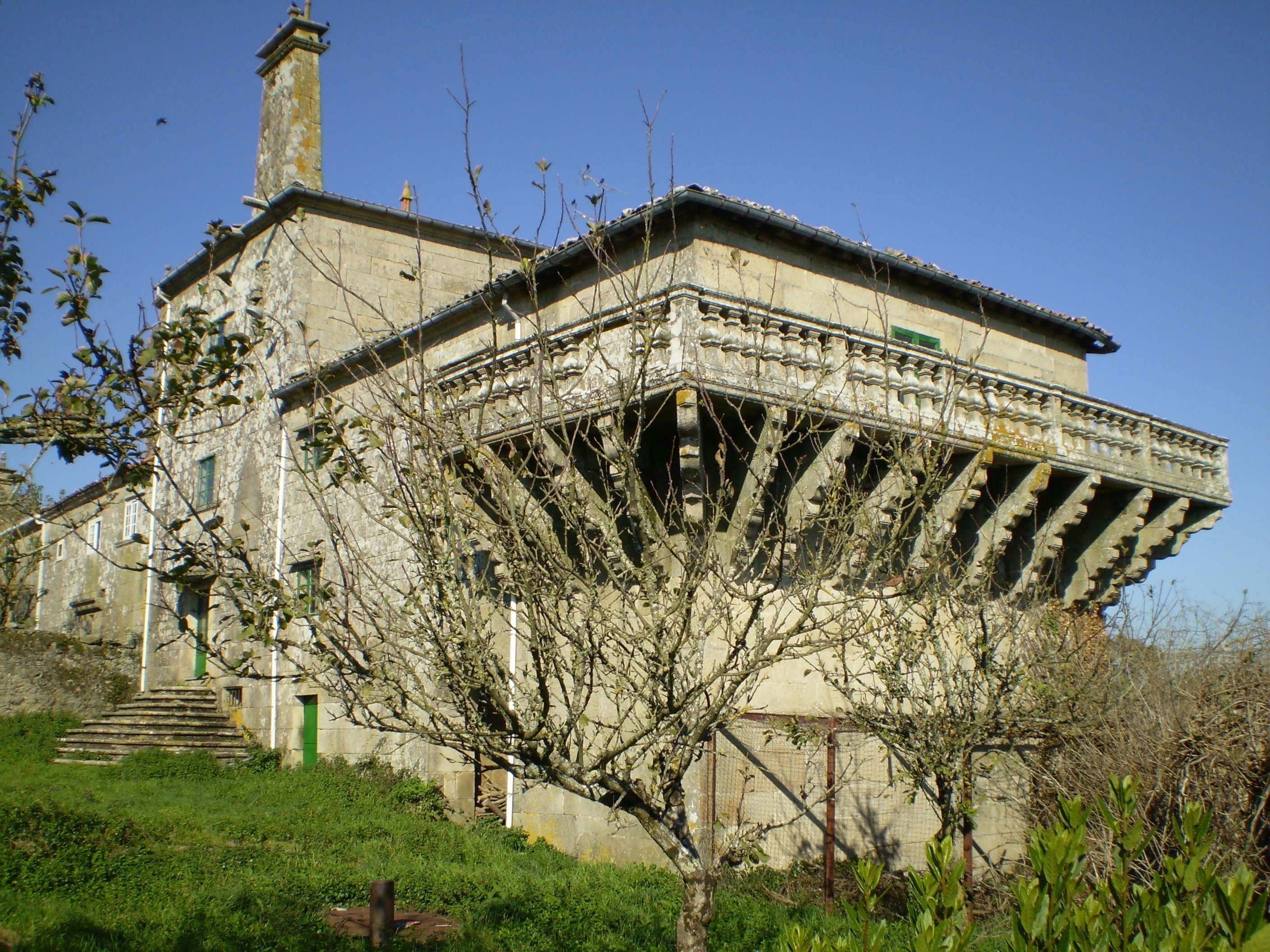
Landsitz Santa Mariña
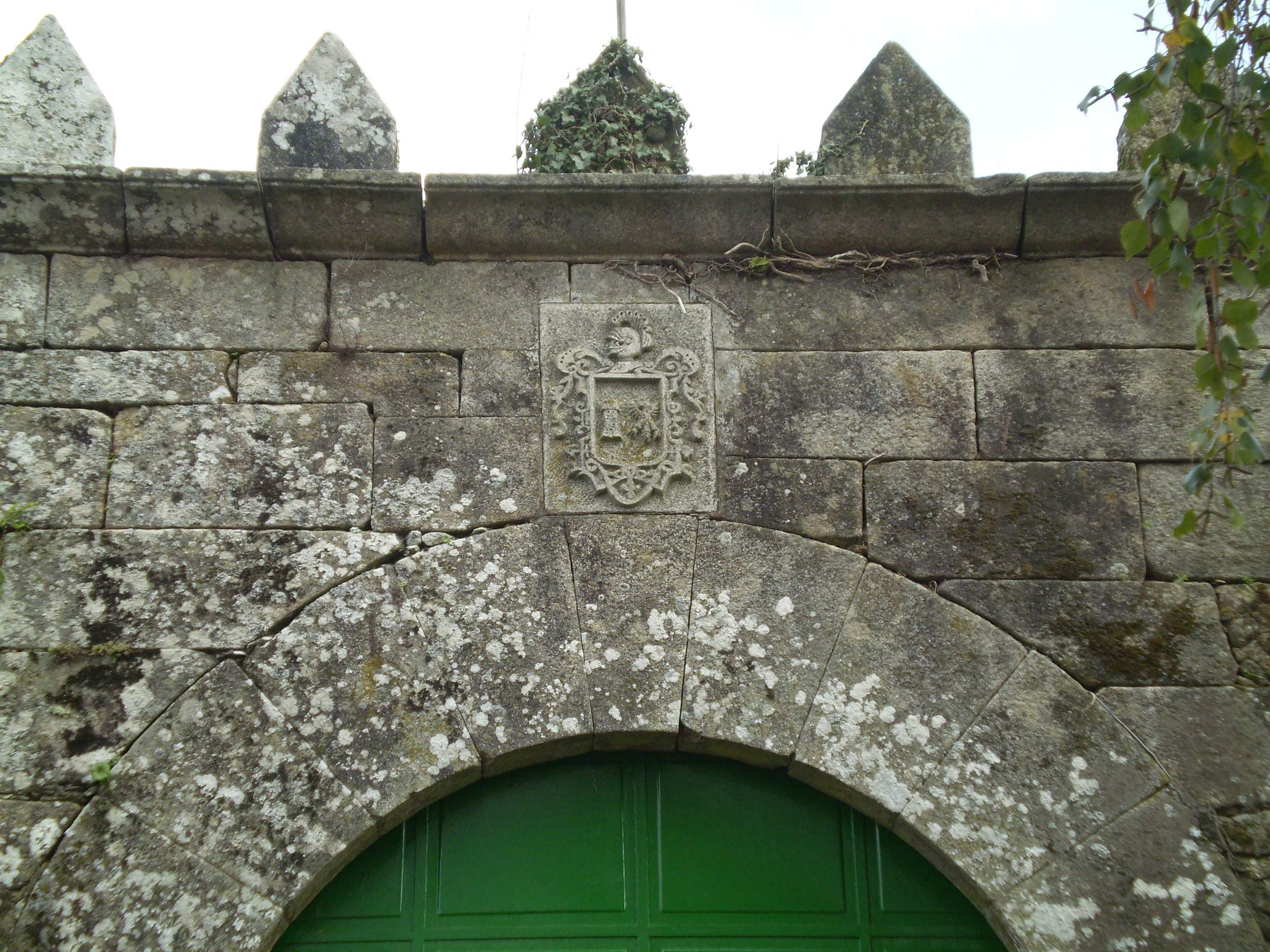
Eingang
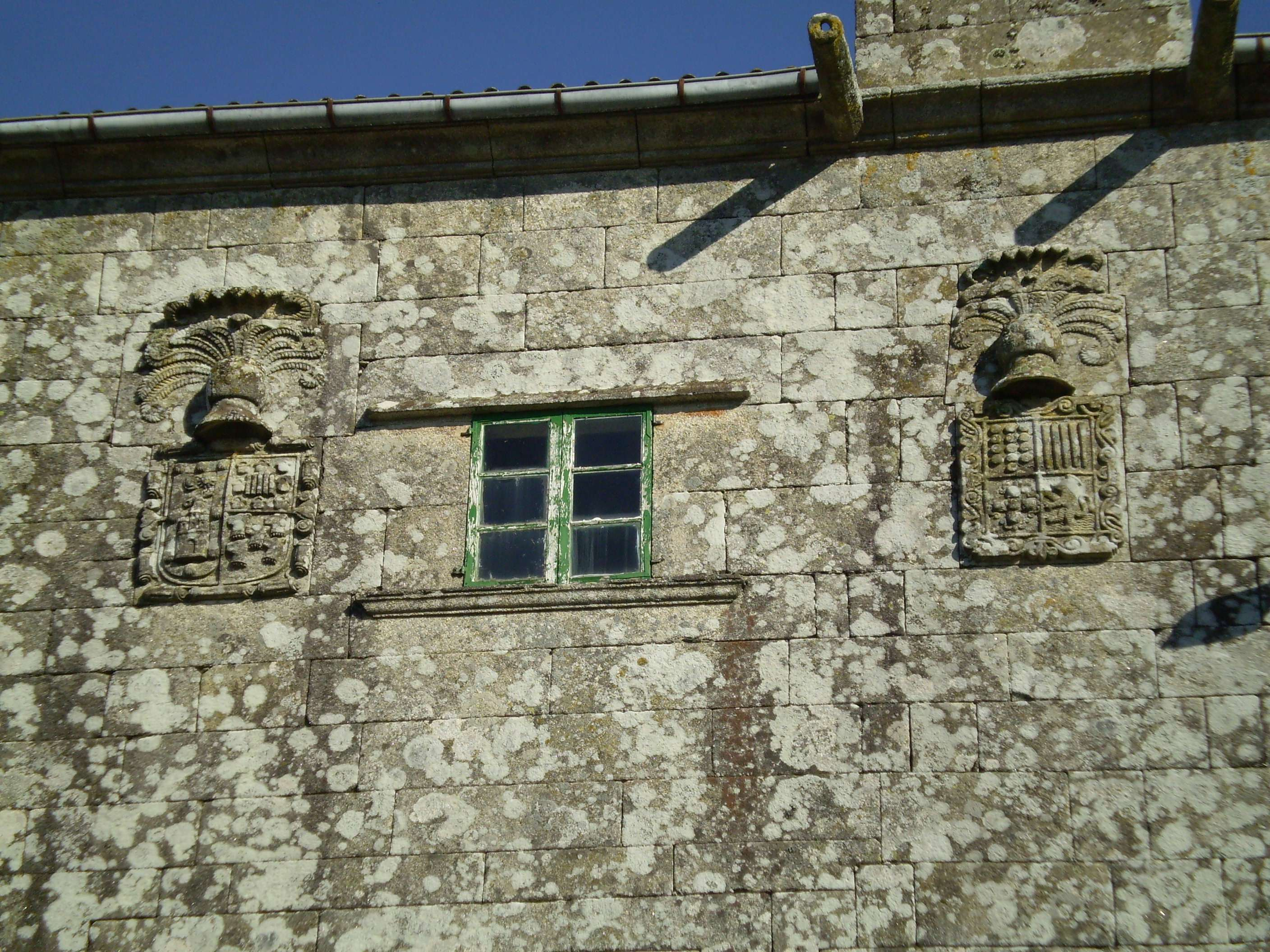
Familienwappen

- Romanische Kirche Santa Mariña

Einige Fachleute datieren ihre Erbauung auf den Zeitraum zwischen 1150 und 1160. Es wird aufgrund der Form des Triumphbogens der Kirche und den Formen seiner Kapitelle angenommen, dass Meister Estéban, Schöpfer der Südfassade das Platerías der Kathedrale von Santiago de Compostela, auch an diesem Bau beteiligt war. Dieser Triumphbogen besteht aus doppelten halbkreisförmigen Archivolten, die auf Pfeilern mit sehr sorgfältiger Verzierung ruhen.
Die Kirche wurde in der Mitte eines leicht erhöhten Castros erbaut und trägt heute die Wappen von Vázquez Taboada und Lemos Quiroga an der Außenseite des Altarraums.
1560 wurde an der Nordseite des Altarraums eine Mausoleumskapelle mit Zugang von der Kirche angebaut. Im Inneren befinden sich drei Nischengräber. Zwei von ihnen zeigen die knienden Statuen von Don Juan Vázquez und Dona Inés de Lemos. Jedes von ihnen trägt die Inschrift ihres Todes (1684 und 1672) sowie den Hinweis, dass „niemand darin begraben werden darf“ (nvlo alteri conceditvr in hoc sepeliri sepvlcro). Die dritte Nische birgt die Gräber aufeinanderfolgender Besitzer des Landsitzes.

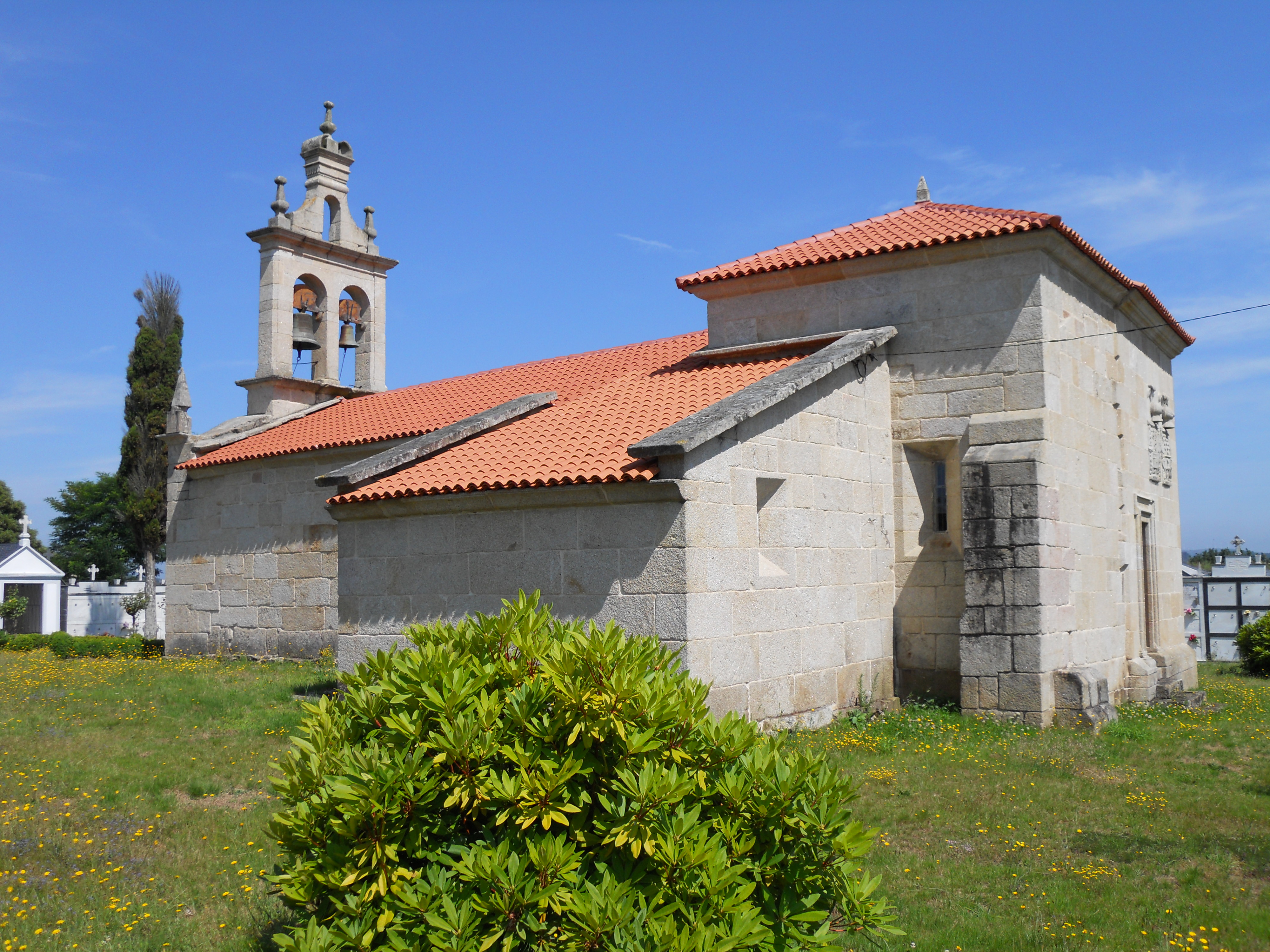
Kirche Santa Mariña
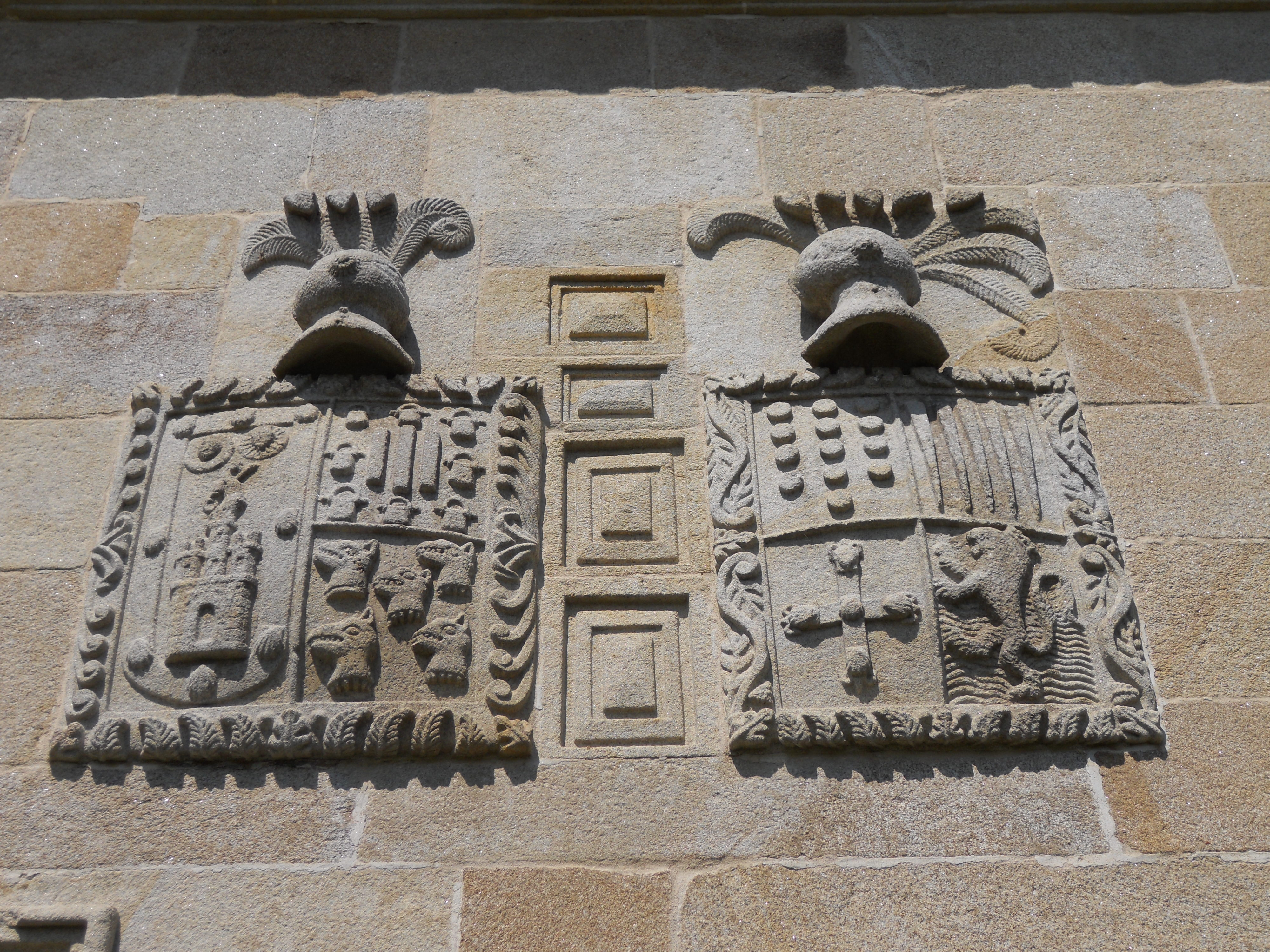
Familienwappen
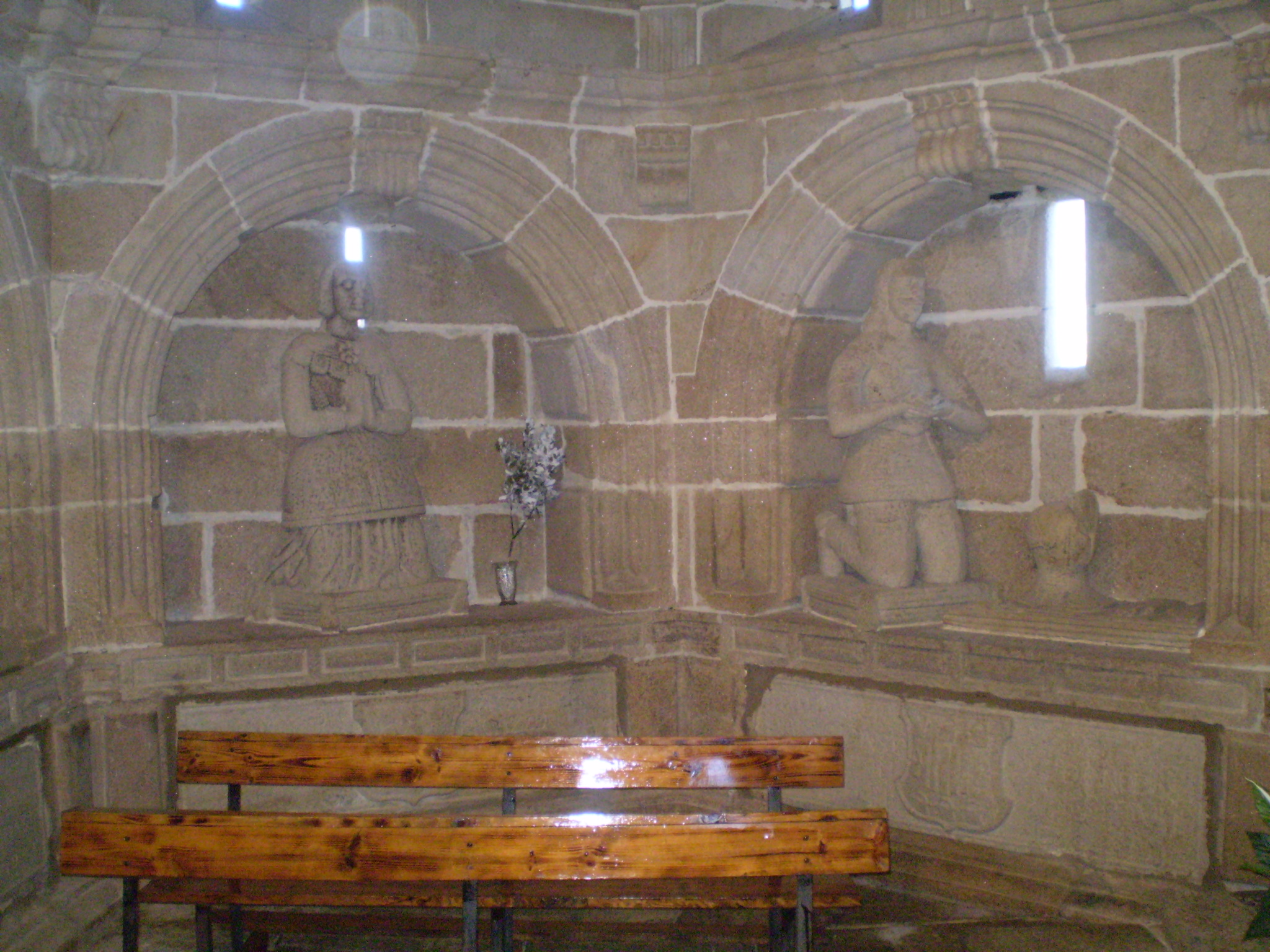
Mausoleumskapelle

- Kirche Santa María de Alvidrón und Wegekreuz

Das Flurkreuz von Alvidrón befindet sich an einer Kreuzung, von der eine Straße zur Brücke Mercede-Antas und die andere ins Innere des Dorfes führt. Es hat einen achteckigen Schaft, der auf einem quadratischen Sockel sitzt. Der Schaft wird zylindrisch, wenn er sich dem kugelförmigen Kapitell nähert. Die Spitze oberhalb der Kugel wird mit einem Kruzifix verziert. Es zeigt auf der einen Seite einen Christus unter einer mit den Buchstaben INRI versehenen Schrift mit überproportional großem und nach rechts geneigtem Kopf. Er hat seine genagelten Hände geöffnet und seinen rechten Fuß auf seinem linken gelegt. Auf der anderen Seite steht eine traurige Jungfrau, bedeckt mit einem Mantel und mit gekreuzten Händen. Ihr Herz ist von sieben Schwertern durchbohrt, die auf beiden Seiten zu sehen sind.
Ganz in der Nähe des Kreuzes befindet sich die romanische Kirche, die nach Angaben verschiedener Fachleute auf die letzte Hälfte des 12. Jahrhunderts datiert wird. Sie behielt den ursprünglichen romanischen Grundriss mit einem rechteckigen Kirchenschiff und einer Apsis bei. Die Eingangstür wird von dreifachen halbkreisförmigen Archivolten gekrönt. Die oberste hat an beiden Seitenwänden die typischen „Canecillos“ (Kapitelle) mit geometrischen Figuren und Darstellungen einer Tierfigur und eines Menschen.

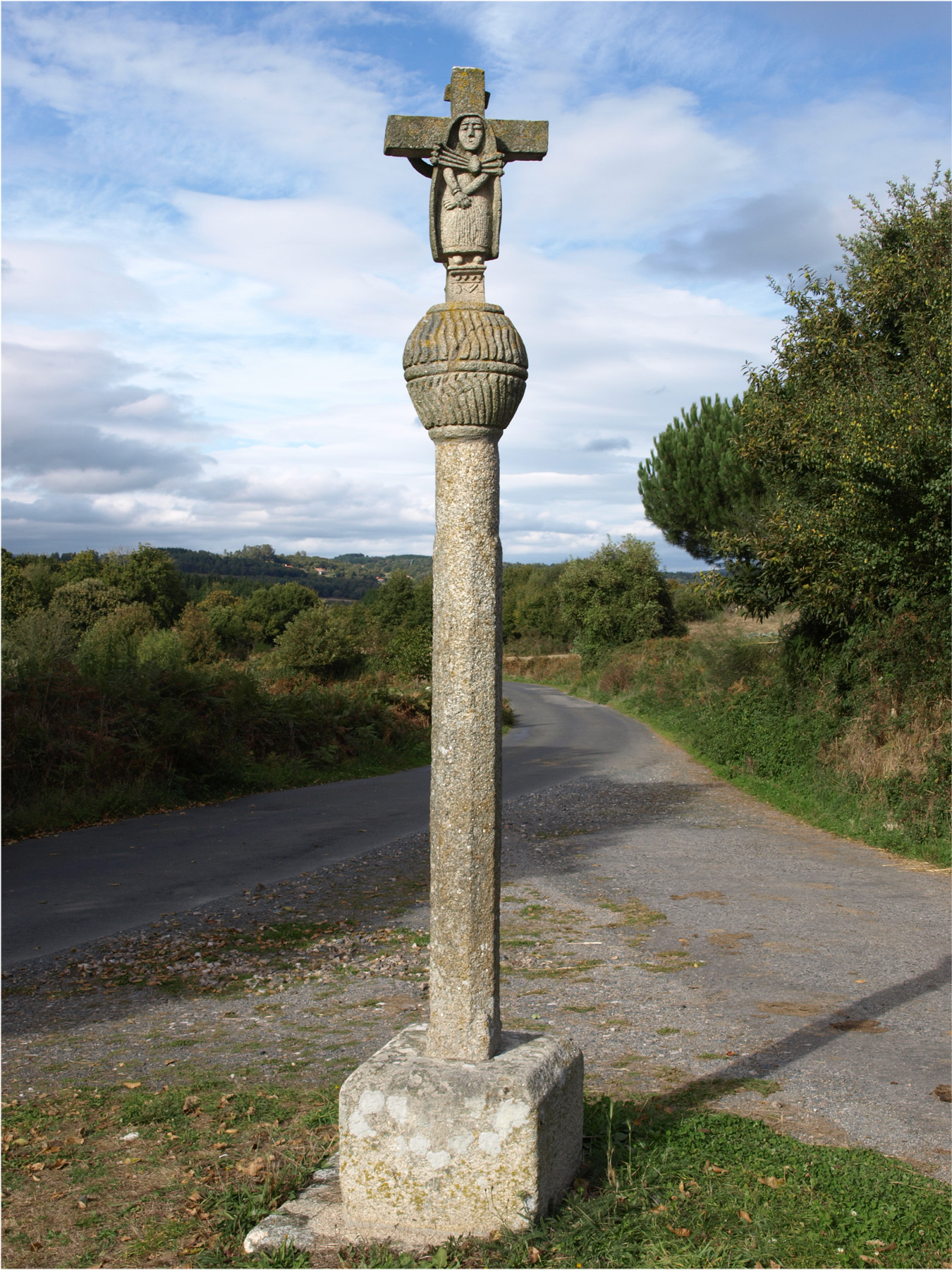
Flurkreuz von Alvidrón
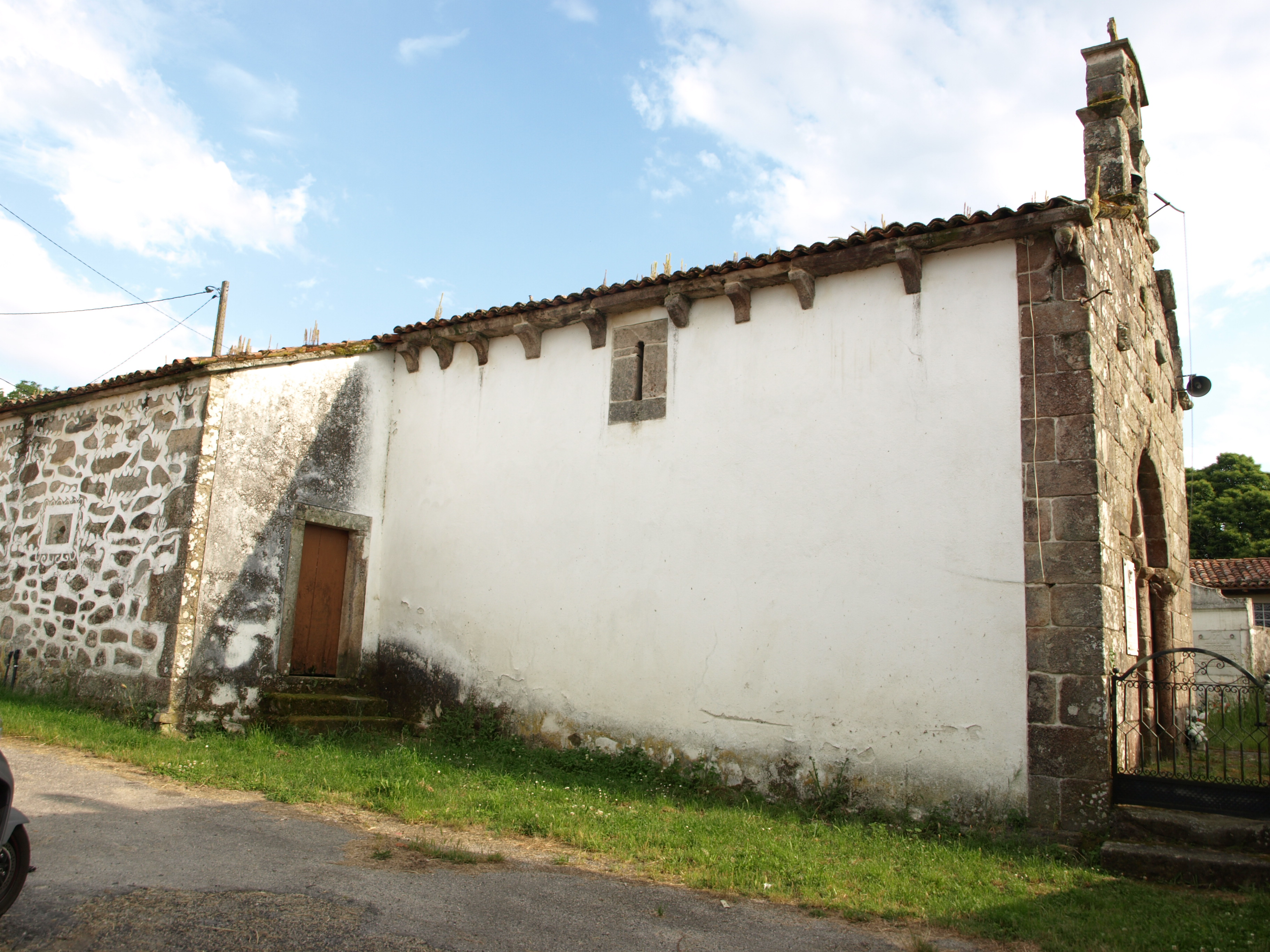
Kirche Santa María de Alvidrón
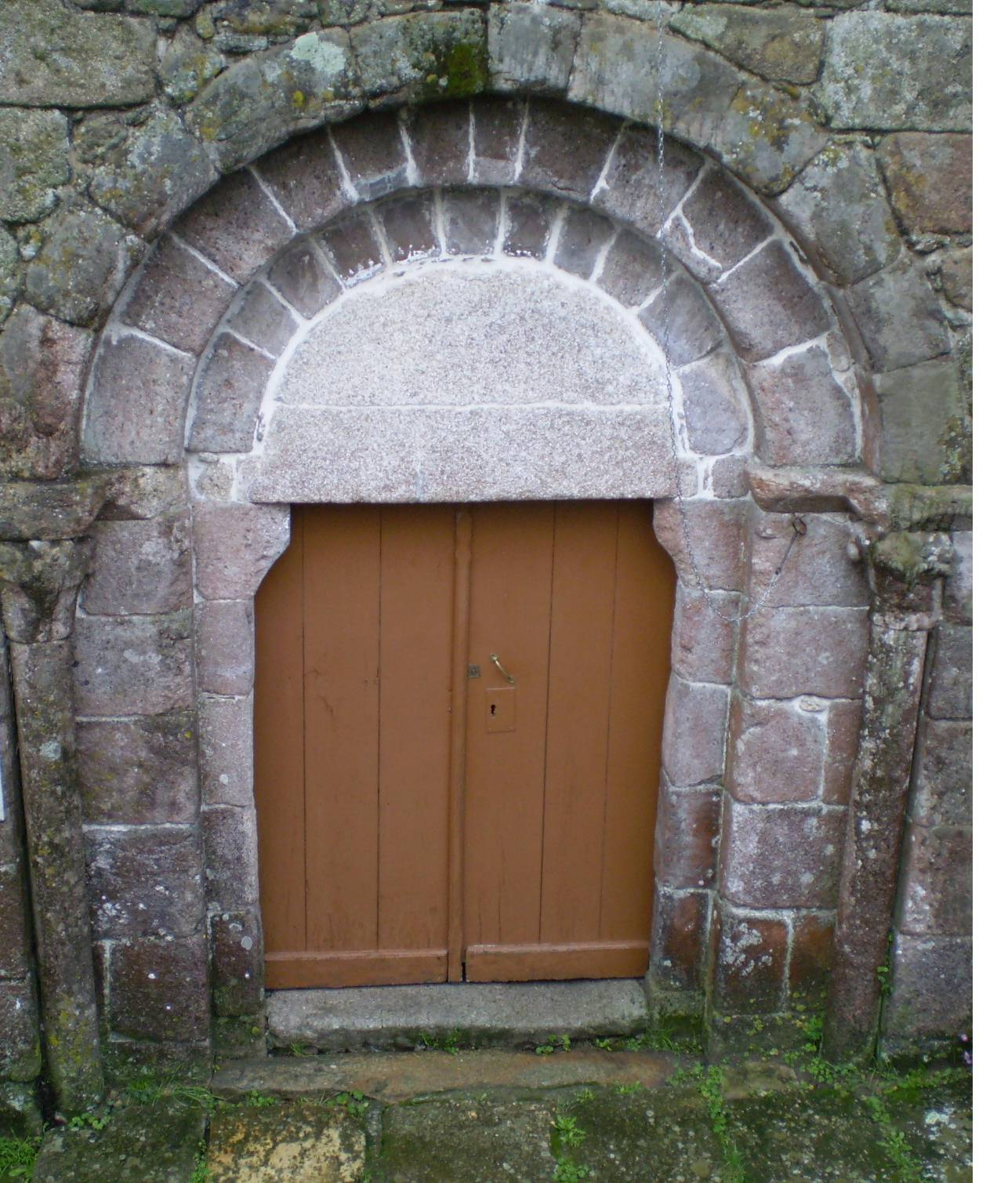
Eingangsportal
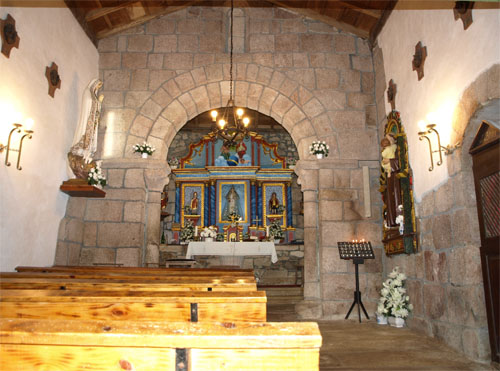
Innenraum

- Kirche San Martiño de Amarante

Sie befindet sich im westlichen Teil des Gemeindegebiets an einem der Hänge des Monte Farelo. Selbst nach vielen Renovierungen der Kirche bewahrt sie eines der wichtigsten romanischen Kunstwerke von Antas de Ulla, die Nordtür. Obwohl sie modifiziert wurde, ist sie immer noch ein Bauwerk von sehr schöner Verarbeitung. Sie besteht aus einer doppelten, leicht zugespitzten Archivolte. Der kleinere mit rechteckigem Querschnitt ruht auf zwei schiefen Säulen. Die Schäfte sind glatt und monolithisch und mit zwei Ringen an der linken Basis und nur einem an der rechten Seite geschmückt. Beide Kapitelle sind mit Schleifen und Pflanzenmotiven verziert. Am bemerkenswertesten ist das Tympanon, in das ein Kreuz mit gleichen Armen und kleeblattförmigen Enden gemeißelt wurde. Unter den Armen zeigt es die Buchstaben Alpha und Omega.

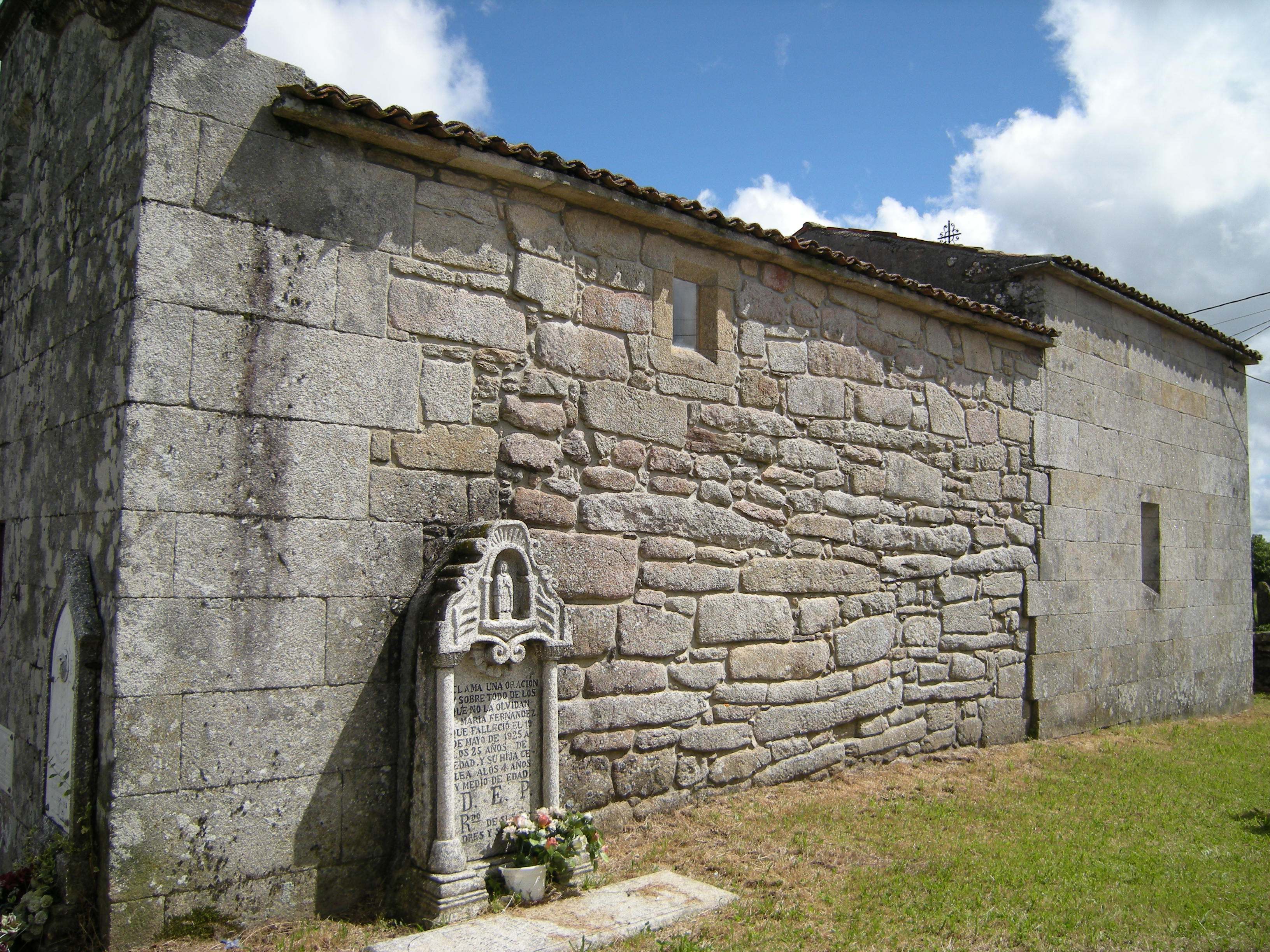
Kirche San Martiño de Amarante
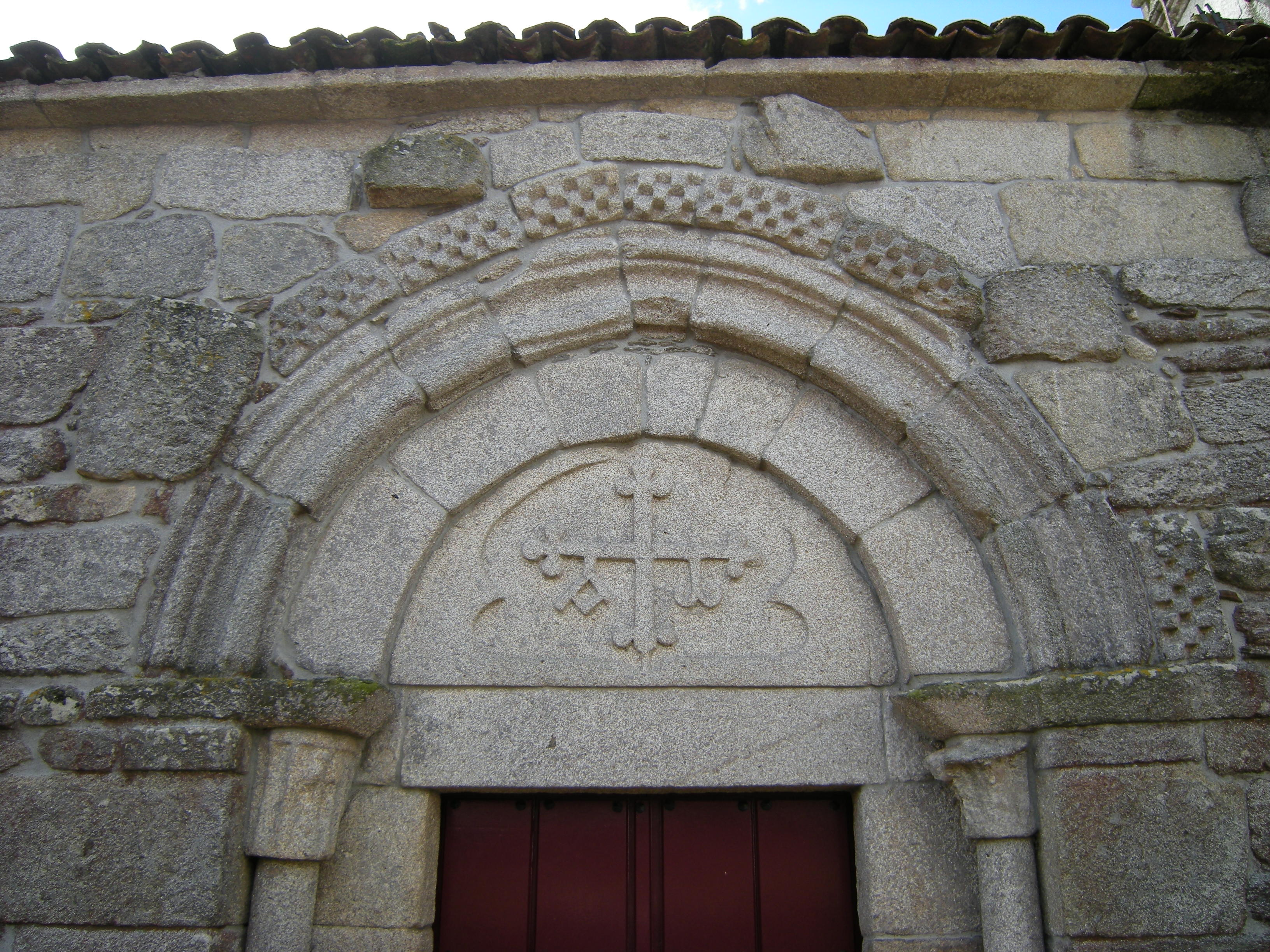
Eingangsportal

- Kirche Santa María de Arcos

Es wird angenommen, dass der innere Teil des Fensters der Apsis der Kirche Santa María de Arcos ursprünglich der Altarraum der Kirche war. Außen wird sie von einer halbrunden Archivolte gekrönt, die auf Friesen ruht, unter denen sich zwei Säulen mit kunstvollen Kapitellen mit Pflanzenmotiven befinden. Über der Archivolte befindet sich ein weiterer Halbkreisbogen mit einer ramponierten Kante.
Die Haupttür des Kirchenschiffs wird ebenfalls von einer doppelten halbrunden Archivolte gekrönt, über dem sich ein weiterer Bogen mit verzierter Dekoration spannt. Beide Archivolten ruhen auf jeder Seite auf zwei schiefen Säulen mit glatten, monolithischen Schäften. Die obere hat einen rechteckigen Querschnitt, während die innere mit Zierleisten versehen ist. Die vier Kapitelle enthalten sehr interessante Verzierungen, insbesondere die rechte Seite der unteren Archivolte mit zehn menschlichen Köpfen, die in zwei übereinander liegenden Reihen angeordnet sind, wobei einer in der Mitte größer als die anderen neun ist.
Im Inneren des Kirchenschiffs ist die Bedeutung des Triumphbogens hervorzuheben, der aus zwei halbrunden Archivolten besteht, die offenkundig erhöht sind und in deren Kassetten geometrische und pflanzliche Motive eingraviert sind.

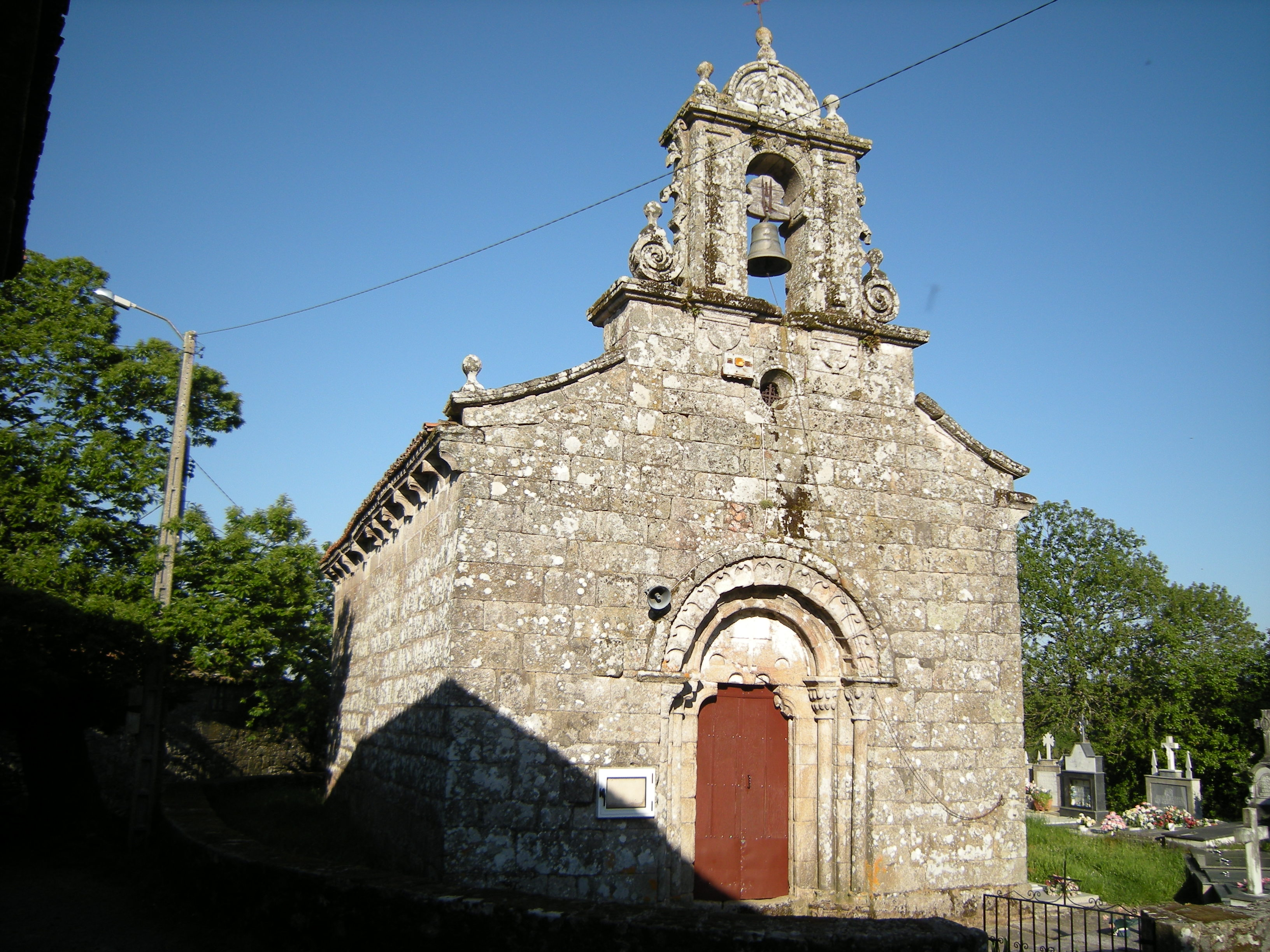
Kirche Santa María de Arcos
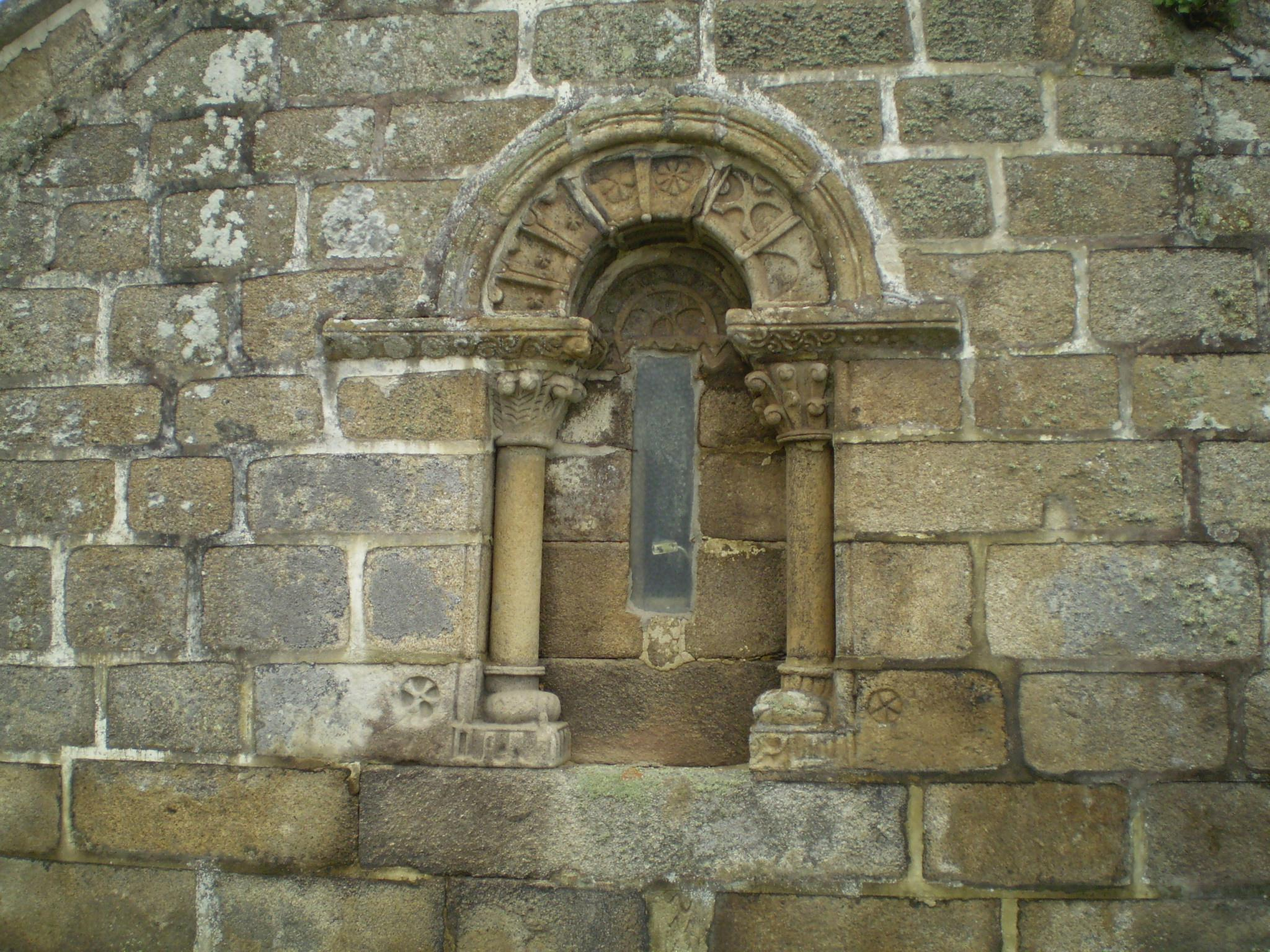
Fenster in der Apsis
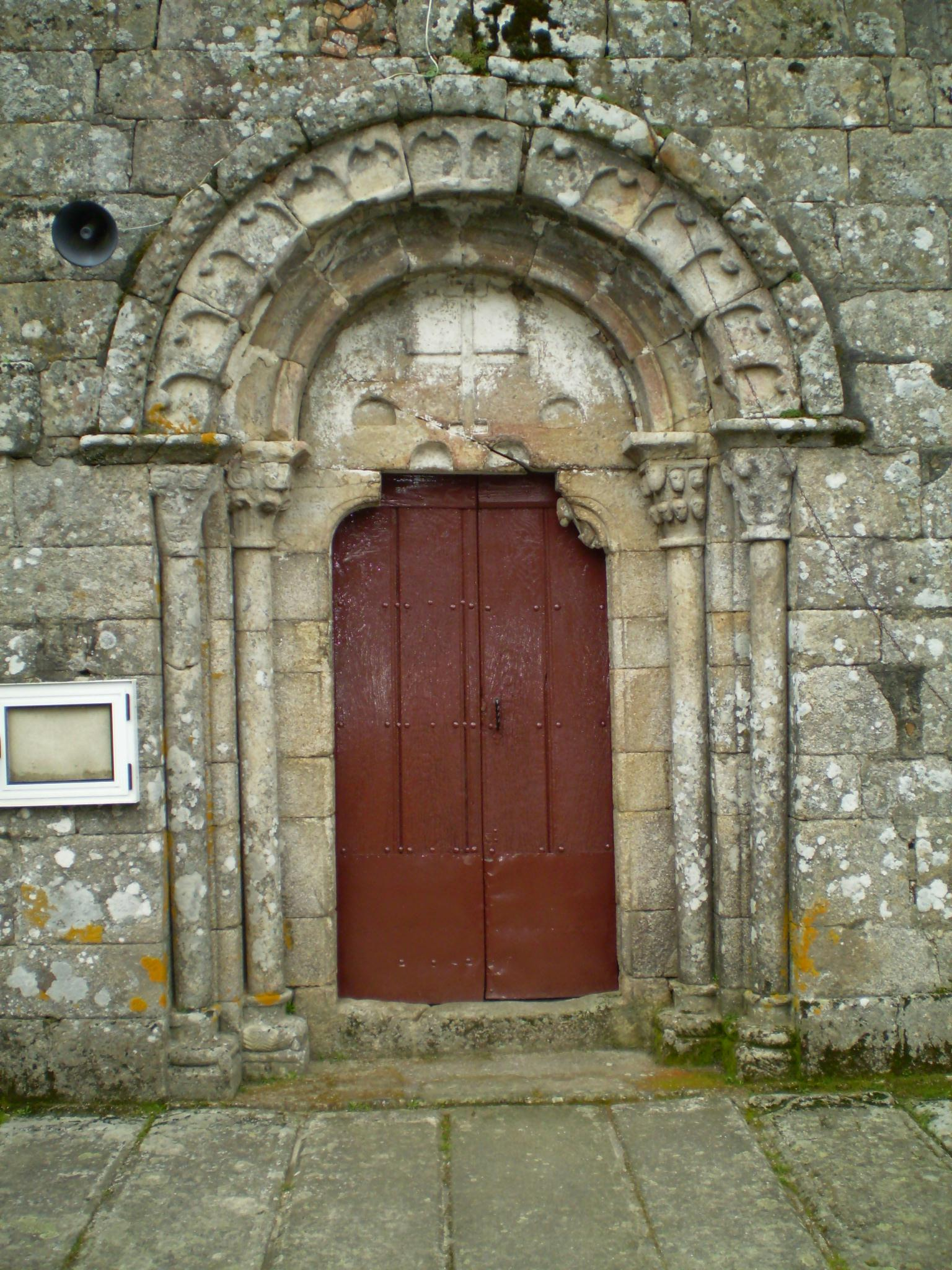
Eingangsportal
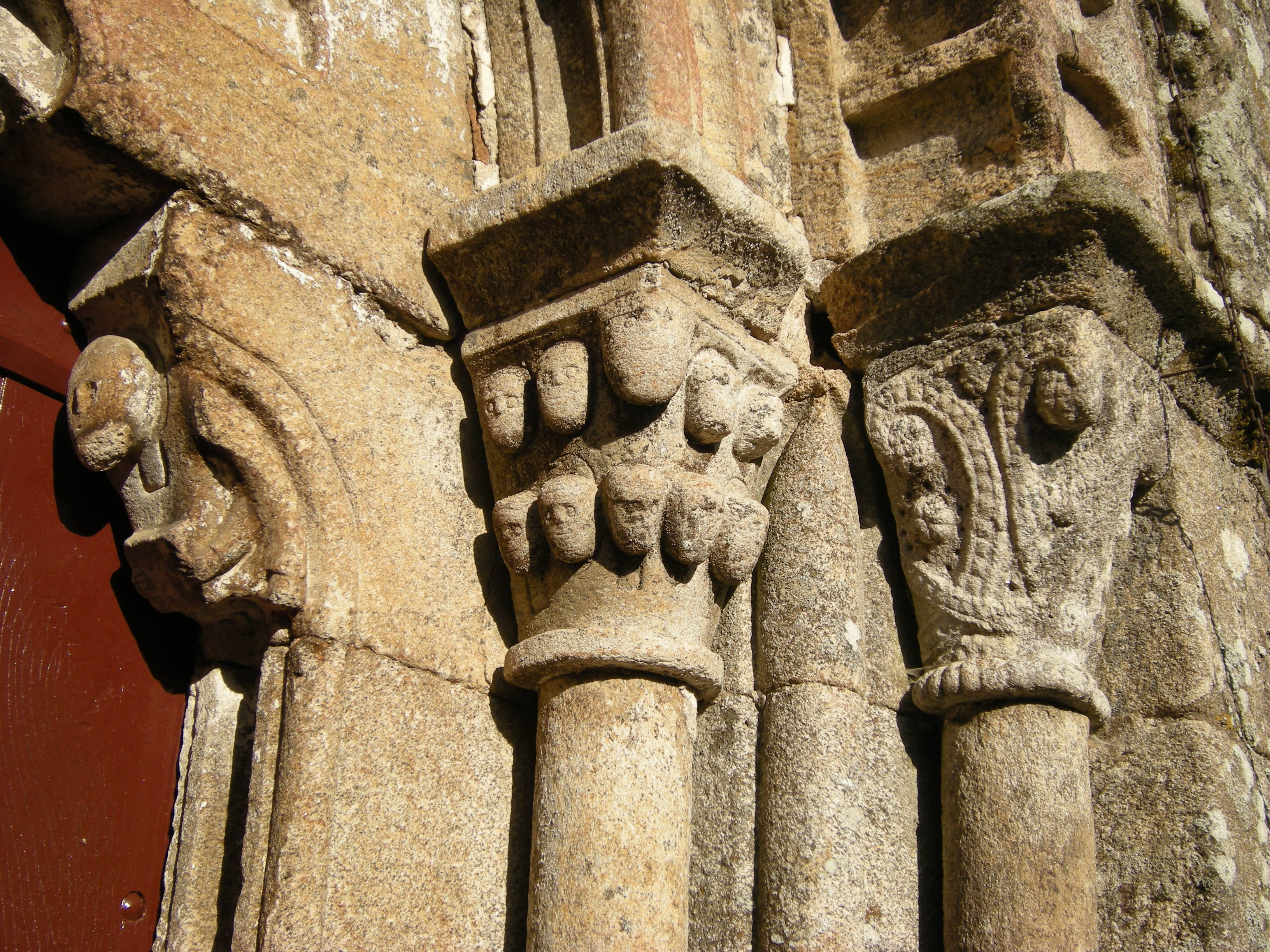
Kapitelle am Eingangsportal
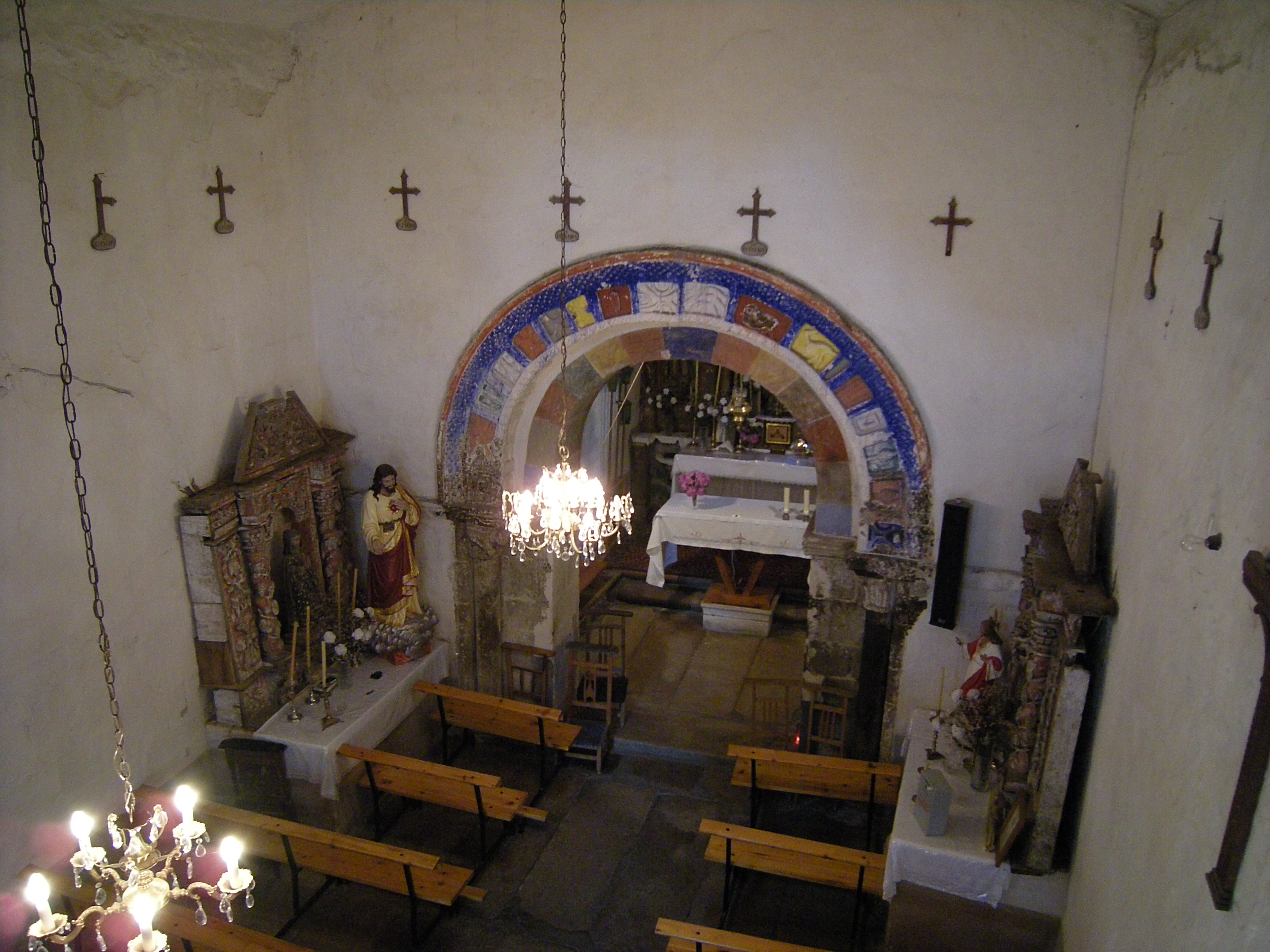
Innenraum mit Triumphbogen

## Wirtschaft
| Ackerbau, Viehzucht und Fischerei                                                  | 139 | 021,52 |
| Industrie                                                                          | 073 | 011,30 |
| Bauwirtschaft                                                                      | 052 | 08,05  |
| Dienstleistungsbetriebe                                                            | 382 | 059,13 |
| Total                                                                              | 646 | 100,00 |
| * Daten aus dem Statistischen Amt für Wirtschaftliche Entwicklung in Galicien, IGE |     |        |

Die Wirtschaft der Gemeinde basiert hauptsächlich auf Landwirtschaft und Viehzucht. In der Viehhaltung überwiegen Fleischrinder, insbesondere die galicische blonde Rasse für die Fleischnutzung und die friesische Rasse für die Milchproduktion.